# Kilianskirche (Heilbronn)

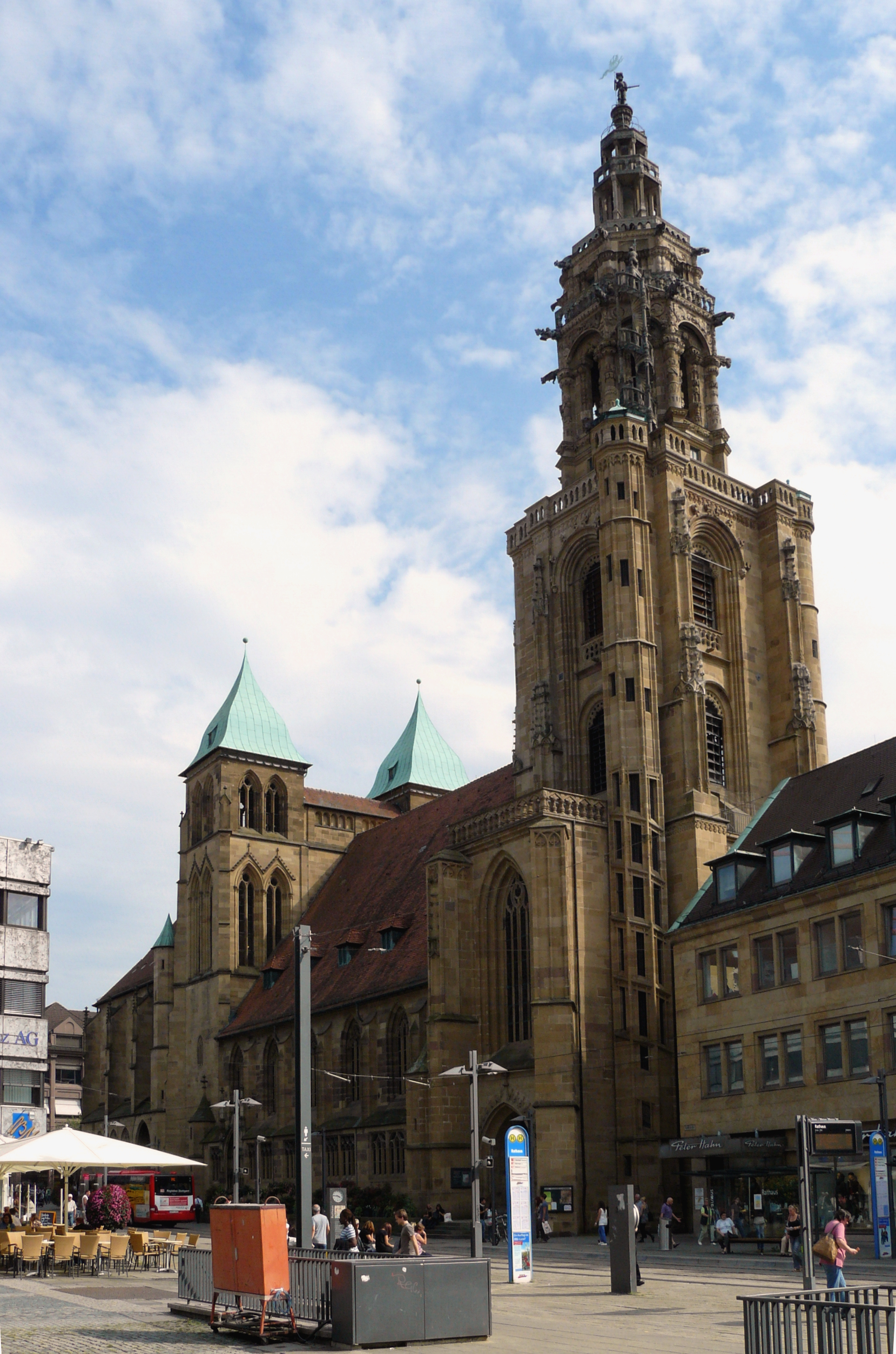
Westansicht der Heilbronner Kilianskirche

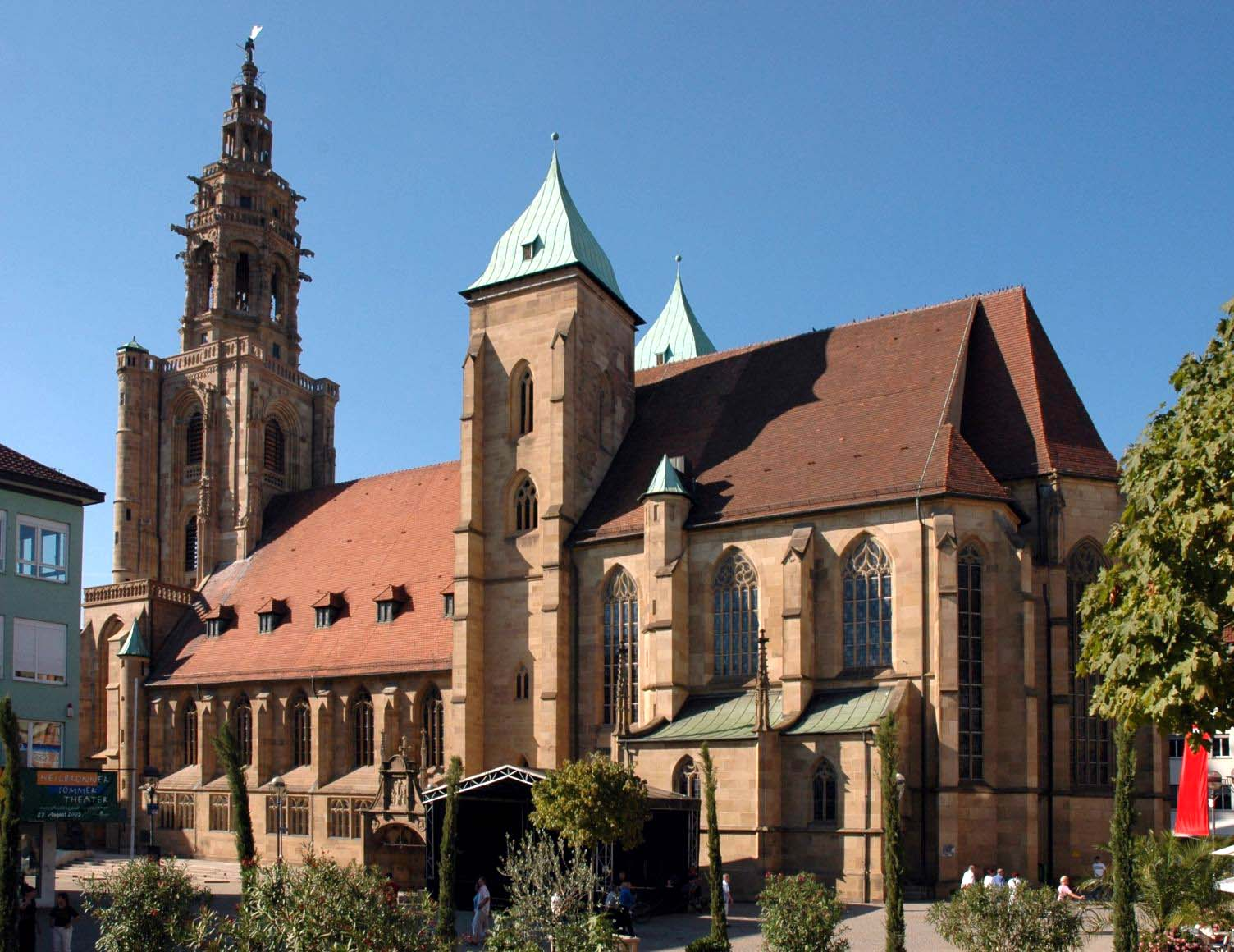
Heilbronner Kilianskirche, vom Kiliansplatz aus gesehen

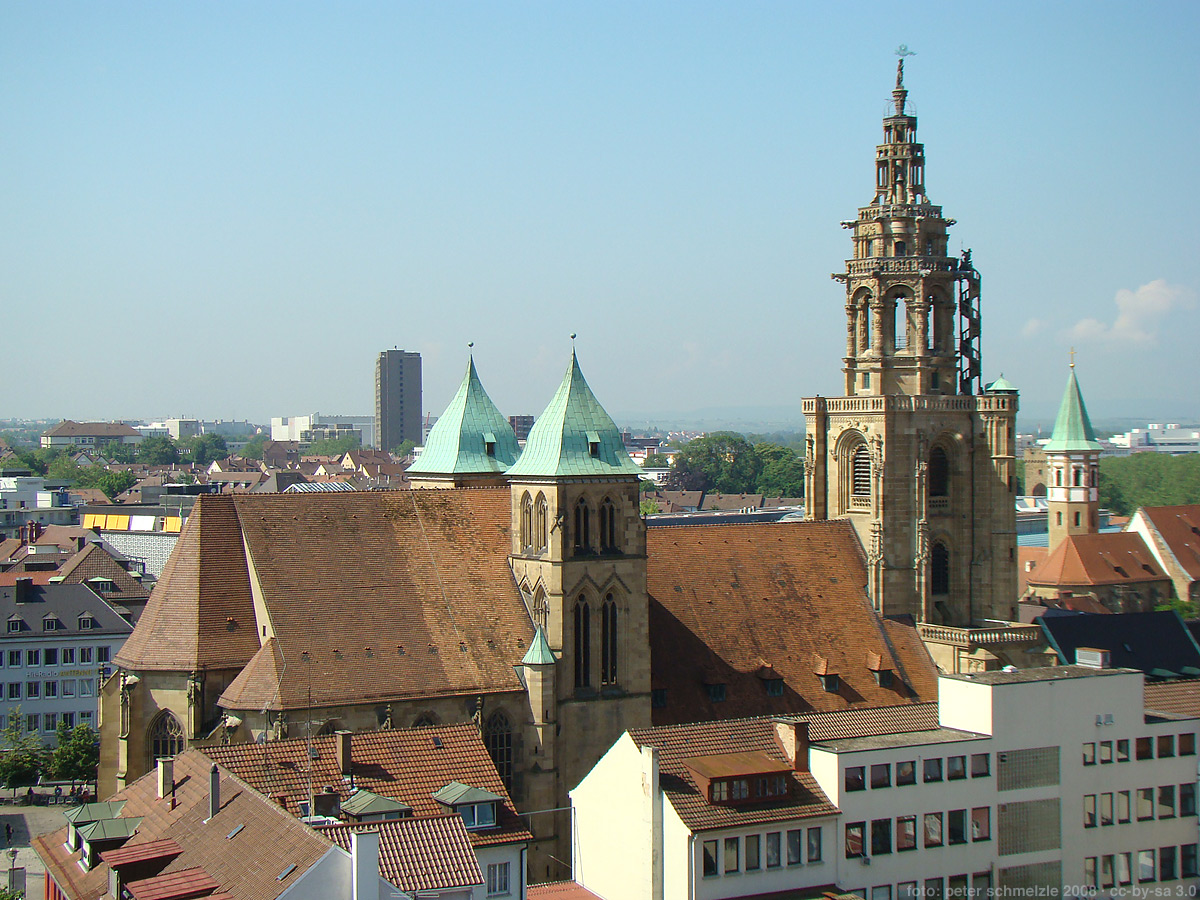
Heilbronner Kilianskirche, vom Hafenmarktturm aus gesehen

Die Kilianskirche an der Kaiserstraße in Heilbronn ist die Kirche der Kilianskirchengemeinde Heilbronn im Kirchenbezirk Heilbronn der Evangelischen Landeskirche in Württemberg. Sie ist eine gotische Hallenkirche aus Heilbronner Sandstein, deren Ursprung mindestens bis ins 11. Jahrhundert zurückreicht. Ihr Westturm von Hans Schweiner gilt als eines der ersten bedeutenden Renaissancebauwerke nördlich der Alpen. In der Kirche befindet sich der Altar von Hans Seyfer aus dem Jahre 1498, der als Meisterleistung der Schnitzkunst der deutschen Spätgotik gilt. Die Denkmalstiftung Baden-Württemberg ernannte die Anlage zum Denkmal des Monats Dezember 2016.

## Baugeschichte

### Ersterwähnung
Bei der Gründung des Bistums Würzburg im Jahre 741 erhielt der neue Bischof im ostfränkischen Raum 24 Kirchen mit allen Pfarr-Rechten und Einkünften. Dazu gehörte auch eine „basilica“ in „villa Helibrunna“. Bei dieser Kirche handelte es sich um eine bis dahin königliche Eigenkirche, die dem damals populären Erzengel Michael geweiht war, der seit dem 5. Jahrhundert insbesondere an Bergheiligtümern verehrt wurde. Dies ist urkundlich durch eine auf 741 datierte Schenkung belegt. Diese Urkunde ist insofern von historischer Bedeutung, weil damit nachgewiesen ist, dass es in Heilbronn im Jahre 741 einen Königshof und eine Kirche gab. Diese Heilbronner Michaelsbasilika war in der Zeit der Franken nahe dem für die Stadt namengebenden Brunnen errichtet worden und wurde 889 nochmals urkundlich erwähnt.

### Romanische Kirche, um 1100

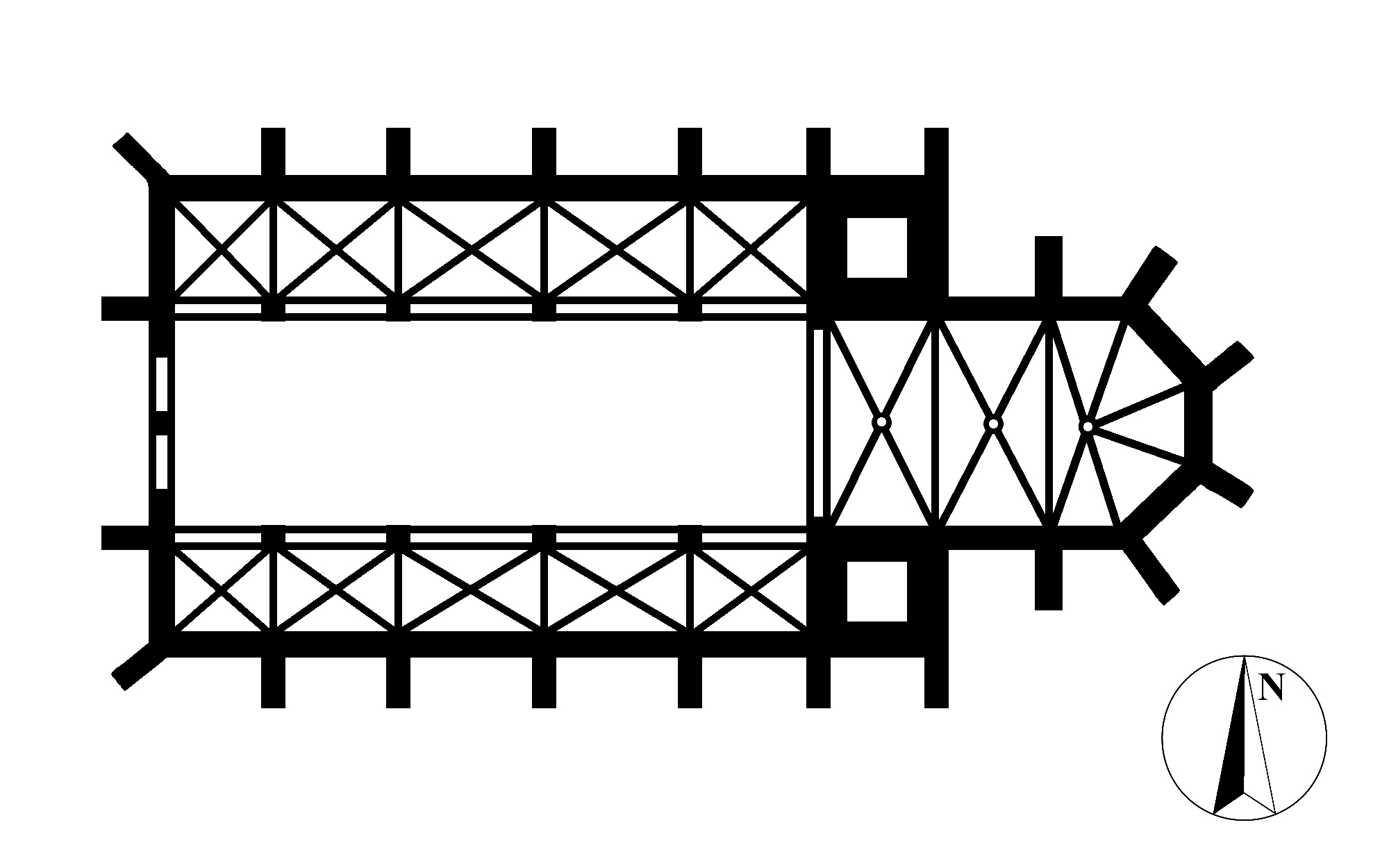
Grundriss 1280: frühgotische Basilika mit zwei Chorflankentürmen im Osten

Um 1100 befanden sich zwei Kirchen in Heilbronn. Es wird vermutet, dass die Michaelsbasilika von 741 auf dem Gelände der heutigen Kilianskirche stand. Auch wenn einiges dafür spricht, konnte diese Vermutung bis heute nicht bewiesen werden. Dass sich an diesem Ort vor bzw. um 1100 jedoch schon ein sakrales Bauwerk befand, gilt durch Grabungen von 1880 als gesichert. Diese romanische Urkirche war etwa 10 mal 11 m groß und hatte eine Apsis nach Osten.

### Frühgotische Kirche, um 1280
Um 1280 war anstelle der kleinen romanischen Kirche eine wesentlich größere frühgotische Kirche vorhanden, deren genaue Erbauungszeit unbekannt ist. Diese Kirche hatte eine Basilikaform mit niedrigen Seitenschiffen, einem kurzen, einschiffigen Chor und zwei seitlichen Chorflankentürmen. Im 13. Jahrhundert wurde die Kirche auf Veranlassung des Bistums dem Heiligen Kilian geweiht, der in Würzburg gewirkt hatte. Als Kilianskirche wurde das Bauwerk erstmals 1297 in einem Ablassbrief erwähnt.

### Westliche Turmvorhalle, um 1400
Da an der Westseite der Kirche ein weiteres Turmpaar geplant war, wurde um 1400 eine dreiteilige Westvorhalle angebaut. Diese Vorhalle hatte ein Südportal (zur heutigen Kirchbrunnenstraße) und ein Nordportal (zur heutigen Kaiserstraße) und ist etwa 18 m hoch. Die geplanten Westtürme wurden zu dieser Zeit jedoch nicht gebaut.

### Umbau des Langhauses und Chores im 15. Jahrhundert

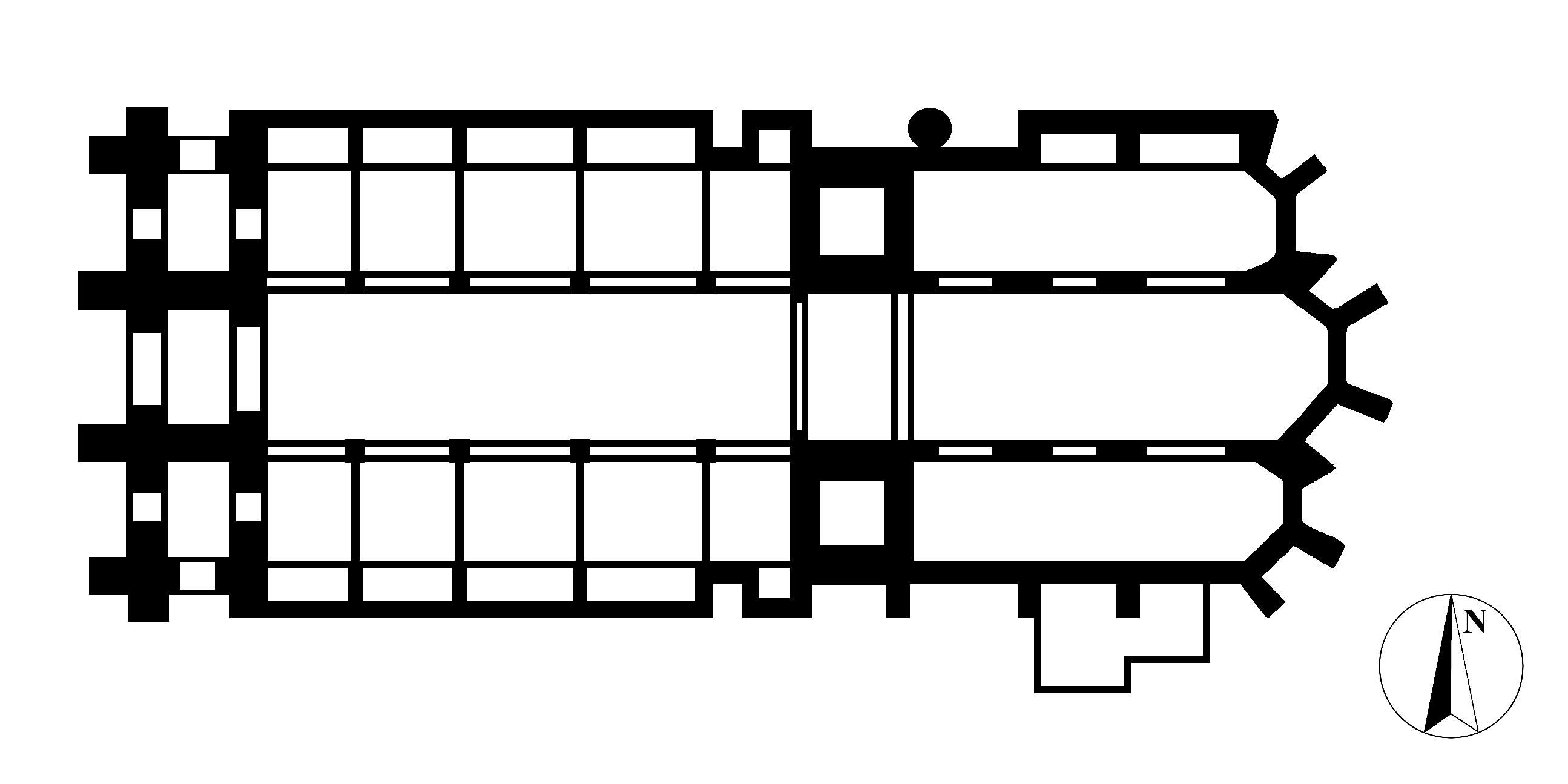
Grundriss 1487: mit dreischiffigem Hallenchor von 1487 und westlicher Turmvorhalle (um 1400)

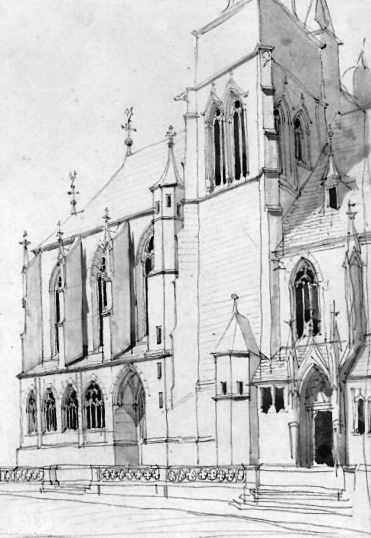
Kilianskirche mit Osttürmen ohne neugotischen Aufsatz.

Kilianskirche mit neogotischen Osttürmen

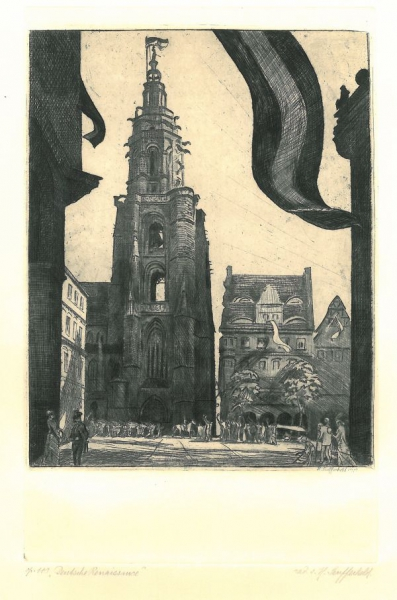
Kiliansturm mit Fahne geschmückt, zu Beginn des Ersten Weltkrieges. Radierung von Heinrich Seufferheld (1914)

Im Jahre 1426 wurde – wie nach und nach in viele vor allem südwestdeutsche Städte – in die Kilianskirche eine Prädikatur gestiftet. Hans von Mingolsheim, ein Baumeister, Steinmetz und späterer Ratsherr, nahm in den Jahren 1447 bis 1454 den Bau der Seitenschiffe und nochmals 1458 bis 1460 den Umbau des Langhauses der Basilika zur Hallenkirche vor. Anschließend wurde bis 1487 ein größerer und höherer, nun dreischiffiger Hallenchor als östlicher Abschluss angefügt. Die drei Chorschiffe wurden mit einem Dach gedeckt und hatten Apsiden mit hohen schlanken Fenstern. Der Chor weist eine für damalige Bauten in Südwestdeutschland außergewöhnliche Höhe auf; das Gewölbe wurde von Baumeister Aberlin Jörg ausgeführt. Auf der nördlichen Innenseite des Chores entstanden zwei Kapellen, und an der südlichen Choraußenwand wurden zwei Sakristeien angebaut. Die Chorfenster wurden im Jahr 1487 mit schönen Buntglasscheiben ausgestattet, die wahrscheinlich in einer Werkstatt in Speyer gefertigt wurden. Im Chor befindet sich der zweiflüglige Hauptaltar von Hans Seyfer aus dem Jahr 1498, Prediger zu jener Zeit war Johann Kröner.

### Westturm von Hans Schweiner, 1508 bis 1529
Der ursprüngliche Plan zweier Westtürme wurde fallen gelassen, da dies nicht mehr dem Zeitgeist entsprach. Ab 1508 wurde deshalb der charakteristische Westturm von Hans Schweiner aus Weinsberg ausgeführt. Dazu war es zunächst notwendig, die Westvorhalle, die für zwei Türme konzipiert war, entsprechend umzubauen, was von 1508 bis 1513 erfolgte.
Die Ausführung des Baus wurde durch die ab 1524 in Heilbronn herrschende Reformation unter Pfarrer Johann Lachmann bestimmt. Der 1529 vollendete, knapp 64 Meter hohe Kiliansturm gilt als „eines der originellsten Werke der Frührenaissance in Deutschland.“ Er zeichnet sich durch reichen reformatorischen Bauschmuck aus: Affe in Mönchskutte, Vögel mit den Köpfen von Mönch und Nonne, Bischöfe mit Tierzungen usw. Seine Spitze ziert ein rein weltliches Symbol: ein Bannerträger der Reichsstadt, der „Steinerne Mann“, heute im Volksmund das „Männle“ oder auch „Kiliansmännle“ genannt.
Der größte Teil des sichtbaren Baukörpers wurde aus regionaltypischem Heilbronner Sandstein errichtet. Das Netzgewölbe der Decken entstand als nichttragendes Zierwerk um 1580.

### Weitere Umgestaltungen und Renovierungen
In den folgenden drei Jahrhunderten erfolgten nur noch kleinere Ergänzungen. Ab Oktober 1805 diente der Bau kurzfristig als französisches Gefangenenlager für österreichische und russische Soldaten und musste anschließend renoviert werden, da diese einen Teil des Gestühls verheizt hatten.
Das Bauwerk wurde bei einer umfassenderen Renovierung in den Jahren 1886 bis 1894 durch den Baumeister des Ulmer Münsters August von Beyer neugotisch umgestaltet. Dabei erhielt der Chor drei einzelne Dächer, die Hallenkirche von 1587 wurde wieder zur Basilika umgebaut, und die Osttürme bekamen spitze Helme. Dieser Umbau bereitete die Übergabe der Bürgerkirche an die Kirchengemeinde Heilbronn vor: Am 14. Juni 1867 entschloß sich die württembergische Regierung, nach anderen Vorgängen, Kirchengemeinden in Württemberg als Körperschaften des öffentlichen Rechts zu errichten und ihnen unter anderem auch die Verwaltung des kirchlichen Vermögens zu übertragen. Bis zum März 1893 war alles kirchliche Vermögen aus dem städtischen auszuscheiden. Am 1. April 1893 übergab die Stadt der Kirchengemeinde Heilbronn die Kilianskirche, die Nikolaikirche, das Pfarrhaus Herbststraße 21 (in dem zuletzt Stadtpfarrer Reininghaus wohnte) und das Dekanatsgebäude Ecke Garten- und Turmstraße(zuletzt Amts- und Wohnsitz von Dekan Dr. Rauscher). Die übrigen kirchlichen Ansprüche wurden von der Stadt durch einen Schuldschein über 330 000 Mark abgefunden, verzinslich zu vier Prozent und heimzahlbar in 35 Jahresraten. Anfang April 1893 wurde das Grundbuch von Amts wegen berichtigt und als neuer Eigentümer der vier Grundstücke, und somit auch der Kilianskirche, die Kirchengemeinde Heilbronn eingetragen.
1930 bis 1938 erfolgte nochmals eine Renovierung.

### Zerstörung 1944

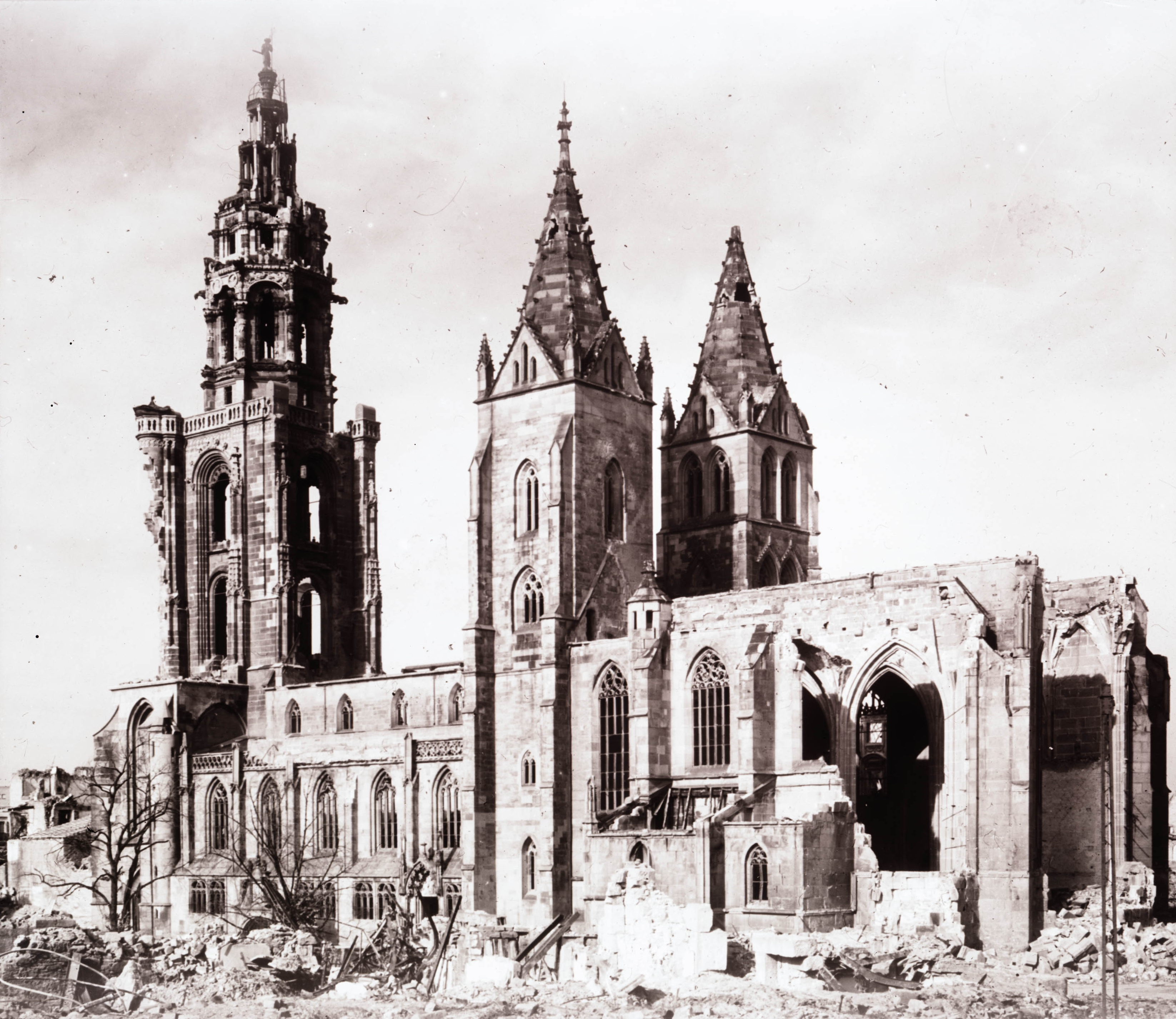
Die zerstörte Kilianskirche 1944

Bereits kurz nach Ausbruch des Zweiten Weltkrieges wurden die wertvollen Figuren des Seyfer-Altars in der Friedenskirche untergebracht. Später transportierte man diese auf Initiative des Denkmalpflegers Richard Schmidt zusammen mit einigen Glasfenstern des Chores in das Salzbergwerk Kochendorf. Die anderen Kunstschätze wurden zum Teil – wie zum Beispiel der Schrein des Altars oder das Sakramentshaus – in der Kirche selbst durch Ummauerungen gesichert. Bereits am 10. September 1944 wurden die Dächer des Chores, des nördlichen Seitenschiffs und der Sakristei durch Brandbomben bei einem amerikanischen Fliegerangriff zerstört. Am 12. Oktober 1944 zerstörte eine Luftmine die Fenster, Teile des Maßwerks der Chorfenster, die südliche Wendeltreppe sowie das Gesprenge des Hochaltars. Am 4. Dezember 1944 wurde die Kirche schließlich beim Luftangriff auf Heilbronn fast vollständig zerstört. Der Westturm und der nördliche Chorturm brannten aus, ebenso wie das Mittelschiff. Der Chor mit Netzgewölbe, die Empore und die Orgel wurden komplett zerstört. Die Türme und ein Großteil der Außenmauern blieb dennoch erhalten. Im April 1945 richtete starkes Artilleriefeuer der amerikanischen Armee weitere Schäden, insbesondere an der Westfront, an.

### Wiederaufbau 1946 bis 1974

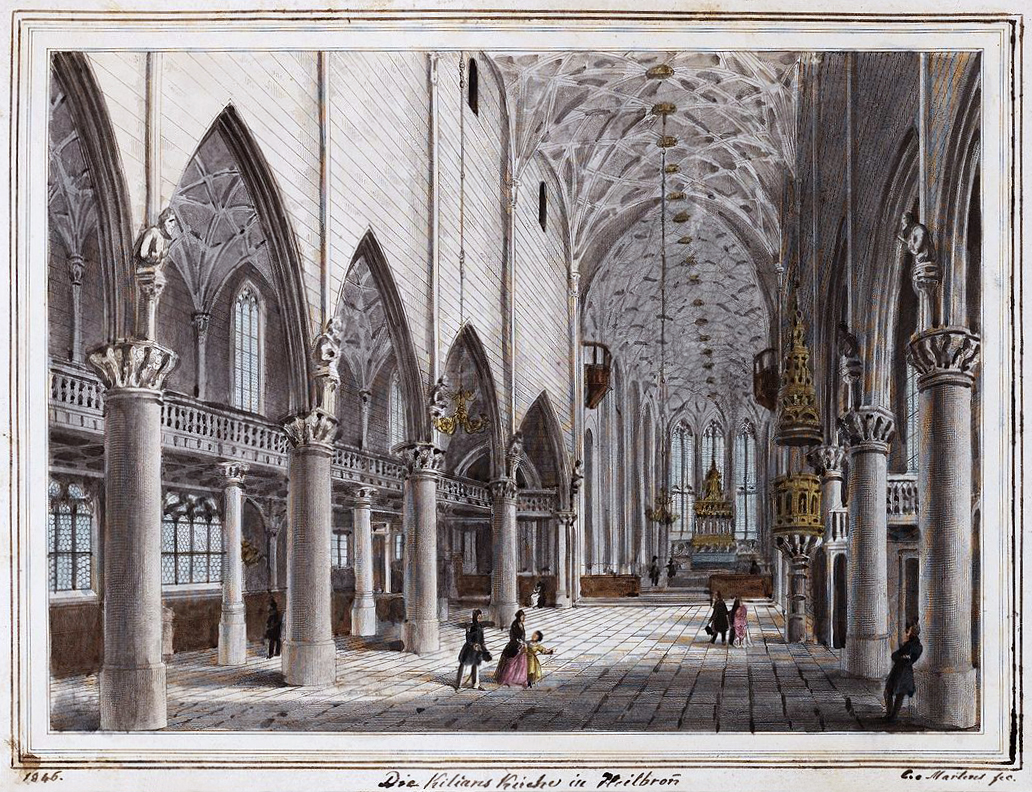
Innenansicht der Kilianskirche im Jahr 1846

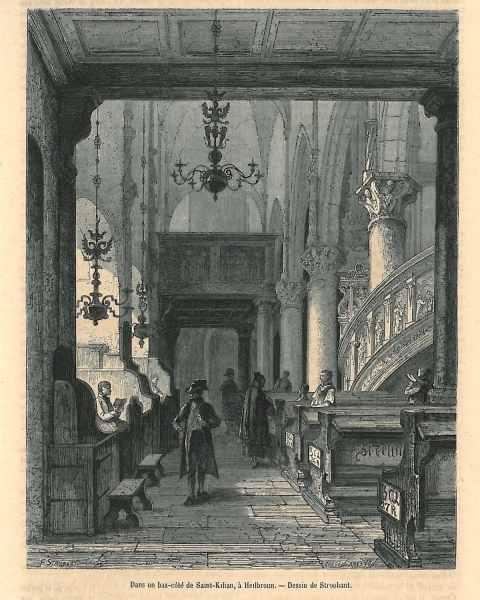
Innenansicht 1865

Der Wiederaufbau erfolgte planmäßig in mehreren Bauabschnitten von 1946 bis 1974. Nachdem 1946 und 1947 zunächst die Trümmer weggeräumt worden waren, begann ab 1948 der Wiederaufbau, der von Professor Hannes Mayer geleitet wurde. Das Mittelschiff und die Seitenschiffe bekamen wieder ein gemeinsames, hohes Dach. Die Chortürme erhielten durch Kupferhauben statt der spitzen Helme wieder das alte Aussehen von vor 1886. Insgesamt wurde auf die neogotischen Elemente der Renovierung des 19. Jahrhunderts weitgehend verzichtet, so dass sich das Äußere der Kirche heute wieder in seiner ursprünglichen Renaissancepracht darstellt.
Die Wiedereinweihung des Chores mit dem Fensterwerk von Charles Crodel erfolgte feierlich am 28. November 1965. Franz Albert Bauer stiftete das Schöpfungsfenster im Chor. Dazu erschien die von Pfarrer Hans Dieter Bechstein verfasste Schrift: Die Kilianskirche zu Heilbronn, Geschichte-Zerstörung-Wiederaufbau.
1967 schloss Crodel die Arbeiten an den Langhausfenstern ab und nach der Einweihung der Chororgel war das Werk mit der Wiedererrichtung des Hochaltars am 1. Dezember 1968 plangemäß vollendet: An seinem Alten Platz wird der Altar wieder aufgestellt werden, wobei Fenster und Altar eine Einheit bilden.(Dekan Dr. Siegel, 1960)
Offizieller Abschluss der gesamten Wiederherstellungsarbeiten im Innern und Äußeren war der 17. November 1974. Dazu gehörte die Instandsetzung des Westturmes mit der Renovierung der Turmvorhalle bis 1971, des nördlichen Chorturmes bis 1972 und des südlichen bis 1974. – wozu die zweite Auflage des Buches von Hans Dieter Bechstein 1975 unter dem Titel Heilbronn. Die Kilianskirche: Mittelpunkt der Stadt erfolgte.
Der Gesamtkirchenraum ist durch das in enger Verbindung mit Bürgerschaft, Kirchen und Denkmalpflege geschaffene Fensterwerk von Charles Crodel geprägt, das bildlich mit dem Wasser des „Heilbronn“ verbunden ist, der das Taufbecken speist. Der zum Kirchenensemble gehörende Siebenröhrenbrunnen ist im nördlichen Chorfenster dargestellt.

### Weitere Sanierungen ab 1984
Bereits ab 1984 waren weitere Sanierungen nötig, als eine der Sandsteinfratzen aus 44 m Höhe herab gestürzt war. Deshalb wurden bis 1987 etwa 100 Steine am Turm erneuert und bis 1992 Sanierungsarbeiten am Hauptportal durchgeführt. Im Jahre 2000 wurde der Verein für die Kilianskirche in Heilbronn e. V. mit Oberbürgermeister Himmelsbach als Vorstandsmitglied gegründet, dessen Vorsitz Lothar Späth und ab 2003 Hans Hambücher übernahmen. Diese Initiative hat "die ideelle und finanzielle Förderung zur Erhaltung des Baudenkmals Kilianskirche in Heilbronn" zur Aufgabe. Von Sommer 2003 bis zum Sommer 2005 wurden umfangreiche Sanierungsarbeiten am Westturm der Kirche ausgeführt. Dabei wendete man auch spezielle Methoden wie die Muschelkalk-Konservierung und die Verwendung eines neuartigen Steinklebers an. Bei dem letztgenannten Verfahren wurden nicht komplette Steine ausgetauscht, sondern nur Teilstücke, so genannte Vierungen, die mit einem neu entwickelten silikatischen Steinkleber eingeklebt wurden.

## Baubeschreibung

### Westturm
Hans Schweiner erhielt 1507 den Auftrag, einen einzelnen Westturm zu errichten. Der ursprüngliche Plan eines Doppelturmes, der ein charakteristisches Merkmal für Bischofskirchen war, wurde fallen gelassen. Obwohl die Kilianskirche zur Zeit Schweiners unter dem Patronat des Bischofs von Würzburg stand, war der Heiligenpfleger für Bau und Unterhalt des Kirchengebäudes zuständig. Dieser wurde seit etwa Mitte des 14. Jahrhunderts vom Rat der Stadt bestellt. Der einzelne Westturm galt somit als wesentliches Symbol weltlicher Macht; die damaligen Reichsstädte versuchten sich mit dem Bau des größten Kirchturmes zu übertrumpfen.
Der Kiliansturm gliedert sich im Wesentlichen in:
- den zweigeschossigen, rechteckigen Unterbau,
- das zweigeschossige quadratische Turmviereck und
- das dreigeschossige Turmachteck mit Turmaufsatz und Steinernem Mann.

Der Rat der Stadt ließ Hans Schweiner weitestgehend freie Hand, seine Vorstellungen vom Turm zu verwirklichen. In den kunsthistorischen Publikationen, die sich mit der Baukunst des 16. Jahrhunderts beschäftigen, wird der Kiliansturm – insbesondere das Turmachteck – neben der Fuggerkapelle bei St. Anna in Augsburg als eines der ersten Renaissancebauwerke in Deutschland bezeichnet. Nach Einschätzung von Kunsthistorikern hat Schweiner mit dem Westturm der Kilianskirche etwas Neuartiges und Beachtenswertes geschaffen. Das kunstgeschichtlich Besondere und die Leistung Schweiners besteht darin, dass er Elemente der Romanik, der Gotik und der italienischen Renaissance miteinander verschmolz und dabei einen eigenen, in sich stimmigen Stil entwickelte, der auch heute noch einen eigenartigen, exotischen Reiz ausübt. Formenelemente der Romanik galten damals als Zeugen des antiken Baustils.

#### Unterbau
Das Turmerdgeschoss besteht aus drei kreuzgewölbten Räumen, die in den Achsen der Kirchenschiffe liegen. Diese im 14. Jahrhundert errichtete Turmhalle mit nördlich und südlich gelegenen Portalen zur Kaiserstraße und zur Kirchbrunnenstraße dient als Eingangshalle der Kirche. Heute sind dort historische Grabplatten und Originalskulpturen vom charakteristischen Westturm, darunter der reformatorisch signifikante Mönchskopf mit Doppelzunge, aufgestellt. Das südliche Turmportal zeigt einen Lebensbaum, der aus dem Leib des Gekreuzigten erwächst, das nördliche Turmportal zeigt die Vertreibung Adams und Evas aus dem Paradies. Die Portale wurden von Franz Gutmann gestaltet. Das ehemalige Westportal ist heute mit einer festen Verglasung verschlossen. Dieses Kunstglasfenster im Torbogen wurde von Raphael Seitz geschaffen. Auf der Treppe des südlichen Hauptportals befindet sich eine Skulptur aus Metall und Marmor von Jürgen Goertz von 1988, die Christophorus zeigt.
Der Zugang zu den oberen Geschossen erfolgt über Treppentürme, die in den Winkeln der Weststrebpfeiler liegen. Der südliche Treppenturm ist dabei von unten begehbar, der nördliche erst ab dem zweiten Geschoss. Am nordwestlichen Eckstrebpfeiler befindet sich in etwa 9 m Höhe die kleine Gründungsinschrift. Für das zweite Geschoss sind die hohen, vierbahnigen Fenster an der Nord- und Südfront charakteristisch sowie die Rosette an der Westseite. Zum Mittelschiff hin fällt das Licht dieses Rundfensters durch den hohen, schlanken Spitzbogen auf die neu errichtete Orgelempore.
An der Westseite des Unterbaues ist in etwa 6 m Höhe direkt unter dem Gurtgesims die große Gründungsinschrift zu sehen. In dieser wird das Jahr der Fertigstellung des Turmfundamentes „funffzehundort und drewzehen“ (=1513) und „des maysters namen“, nämlich „hans schweyner“, erwähnt. Das zweite Geschoss wird in 18 Metern Höhe durch eine südliche und nördliche Plattform – eine Altane – abgeschlossen, die durch eine Baluster-Brüstung umgrenzt wird.

#### Turmviereck
Zwischen der Weiterführung der beiden Treppentürme befindet sich das zweigeschossige Turmviereck, das seinen Abschluss in 35,5 m Höhe mit der Viereckplattform findet. Dessen oberes Geschoss – das insgesamt vierte – bildet die große Glockenstube. Das Turmviereck ist künstlerisch eigenwillig mit romanischen und gotischen Elementen ausgestaltet.

#### Turmachteck
Über der Viereckplattform erheben sich die drei Geschosse des Turm-Oktogons: die Türmerwohnung, die kleine Glockenstube und der „Tanzboden“. Die Säulen und Bögen der heute nicht mehr genutzten kleinen Glockenstube sind mit reichem ornamentalem Schmuck verziert. Darunter sind Fabelwesen, die zum Teil paarweise angeordnet sind, so zum Beispiel die nackte Frau mit Halskette und der Kleriker mit Stola, Manipel, Birett und Brille. Beide Figuren haben raubtierartige Vorderbeine, Flügel und skorpionartige Hinterteile. Weiter genannt seien auch die sonst ähnlich gestalteten sphinxartigen Mischwesen mit kronenartiger Kopfbedeckung oder der vogelköpfige Bischof. Diese Darstellungen – sogenannte Drolerien – nehmen den Hauptteil des Figurenschmucks ein und sind sicher als Kritik an den damaligen Zuständen zu verstehen: so zum Beispiel der vogelköpfige Mönch mit gespaltener Zunge, der sinnbildlich mit doppelter Zunge spricht. Schweiner kritisiert damit unter anderem den ausschweifenden und anstößigen Lebenswandel der Mönche und Nonnen. Die Darstellung von Fratzen und Dämonen geht auf die mittelalterliche Vorstellung zurück, dass Gleiches mit Gleichem vertrieben werden könne, d. h., dass am Turm angebrachte Dämonen ebensolche aus der Kirche fernhalten würden. Die häufig dargestellten Musikinstrumente und Notenbänder können einerseits reformatorisch gedeutet werden, andererseits ist auch eine apotropäische Deutung möglich.

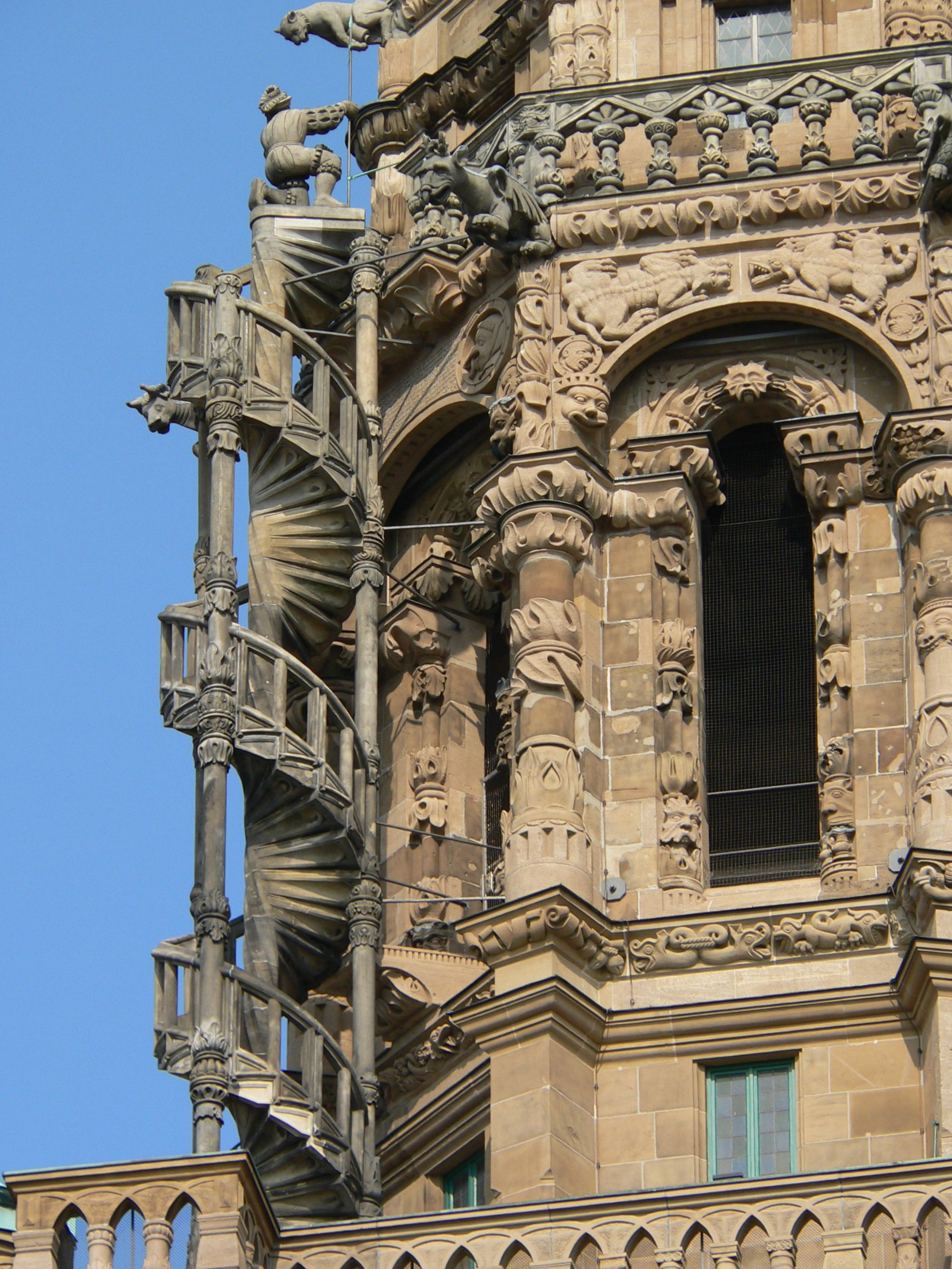
Die Außen-Wendeltreppe endet abrupt mit einer Landsknecht-Figur

Von der Türmerwohnung führt an der nordwestlichen Seite des Oktogons eine etwa 10 m hohe, fragil wirkende steinerne Wendeltreppe zum „Tanzboden“ hinauf. Die Stufen und das Geländer der außen an den Turm angefügten Treppe werden von drei schlanken Säulen getragen. Am Fuße der Wendeltreppe befindet sich das Porträt eines Werkmeisters, bei dem es sich möglicherweise um ein Selbstbildnis Hans Schweiners handelt. Am oberen Ende der Treppe in etwa 45 m Höhe kniet die überlebensgroße Skulptur eines Turmwächters in Landsknechtuniform mit Schwert, Hellebarde und Signalhorn. Dieser Turmwächter stellt den spielerischen Abschluss der Treppe dar, die unvermittelt und ohne weiteres Geländer dort endet, und weist in das siebente Geschoss, den so genannten „Tanzboden“. Dieser hat einen Umgang mit Balusterbrüstung und ist ebenso wie die Glockenstube darunter mit Fabelwesen und Wasserspeiern an den Turmecken geschmückt. Der seit dem 19. Jahrhundert gebräuchliche Name geht auf die Vorstellung zurück, dass sich hier die Patrizier der Stadt zum Tanz über den Dächern getroffen hätten, was jedoch nicht historisch belegt ist.
Über dem „Tanzboden“ – in einer Höhe von 50 m – schließt sich der zweigeschossige, stark gegliederte Turmaufsatz an. In seinem Kern befindet sich eine eiserne, offene Wendeltreppe, die zum obersten Geschoss führt. Vor der Zerstörung im Zweiten Weltkrieg war auch diese Treppe aus Stein. Auf dem oberen Geschoss des Turmhelms ist in 58 Metern Höhe eine kleine Plattform mit schmiedeeisernem Geländer, die den höchsten Aussichtspunkt des Turmes darstellt. Auf dieser Höhe wurden am Mittelpfeiler die kleine und die große Vollendungsinschrift eingemeißelt. Die kleine Vollendungsinschrift besagt: „Im Jahr 1513 unter Kaiser Maximilian zu bauen angefangen. Im Jahr 1529 unter Kaiser Karl V. vollendet.“ Der Rundpfeiler weitet sich zu einem kapitellartigen Sockel, auf dem der 2,35 Meter hohe Steinerne Mann steht; ein Stadtsoldat in Landsknechtuniform mit Federbarett und Schwert. Er trägt in der rechten Hand die Lanze mit Reichsbanner, dessen Spitze sich in 63,7 Meter Höhe befindet.

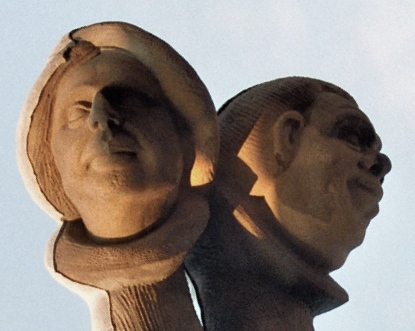
Vogel mit Menschenköpfen

Der Wasserspeier Vogel mit einem Bocksfuß und 2 Menschenköpfen (1525) wurde bislang als Mönch und Nonne interpretiert und soll die Kirche verspotten: „…in dem Figurenbestand vom Westturm der evangelischen Kilianskirche kommt dazuhin noch der Spott des dem neuen Glauben anhängenden Baumeisters an den Vertretern des alten Glaubens, insbesondere an der katholischen Geistlichkeit und zumal an den Mönchen und Nonnen in den Klöstern. In dem  … Vogel mit dem Doppelkopf von Mönch und Nonne ist fraglos eine gewollte Verhöhnung des Mönchtums beziehungsweise des Ordenswesens der katholischen Kirche zu sehen“. Der im Haus der Stadtgeschichte ausgestellte Wasserspeier zeigt jedoch einen Männerkopf, der (laut Beschreibung) keine Tonsur hat.

### Chor

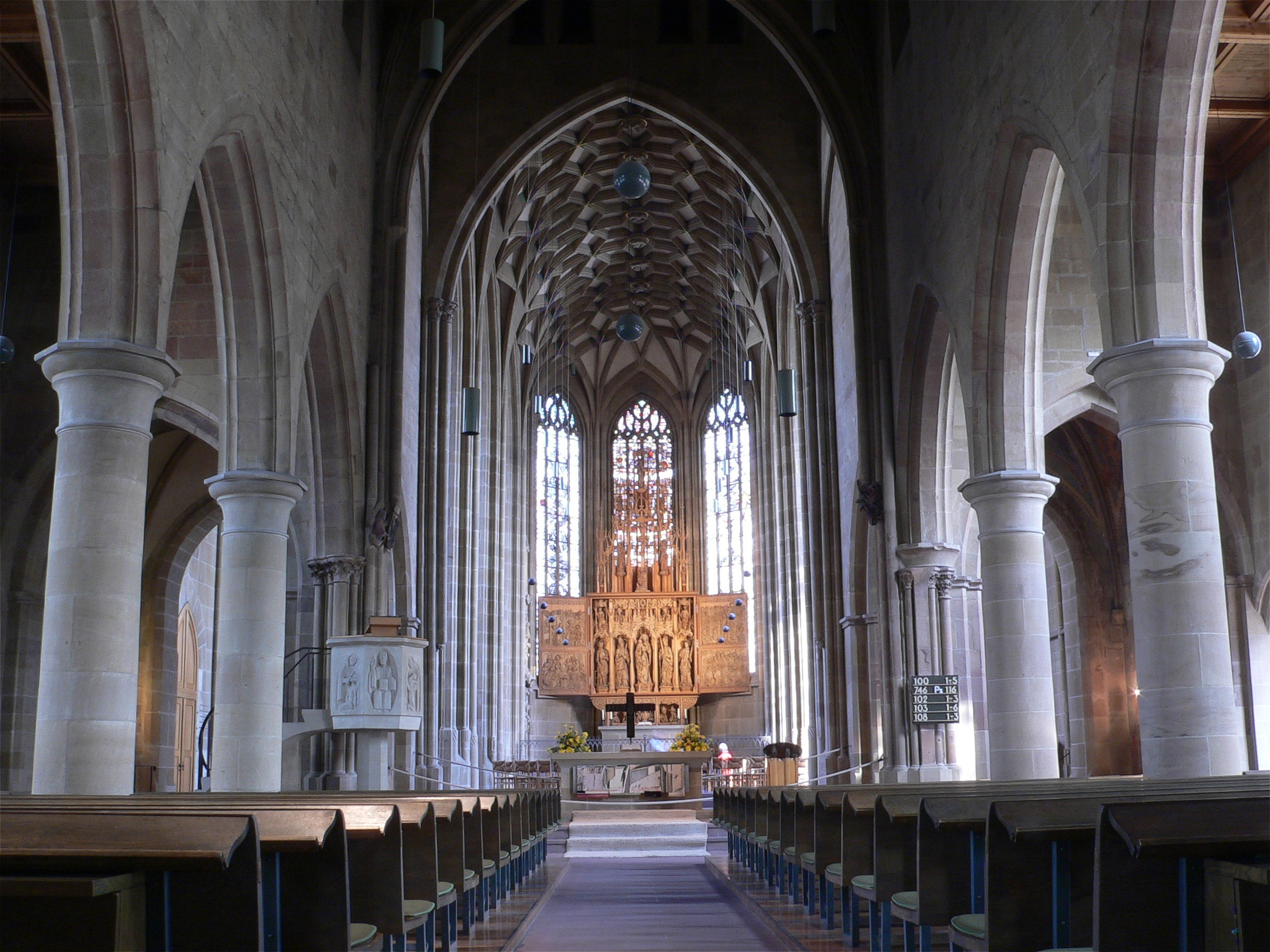
Blick zum Chor mit Altar von Hans Seyfer

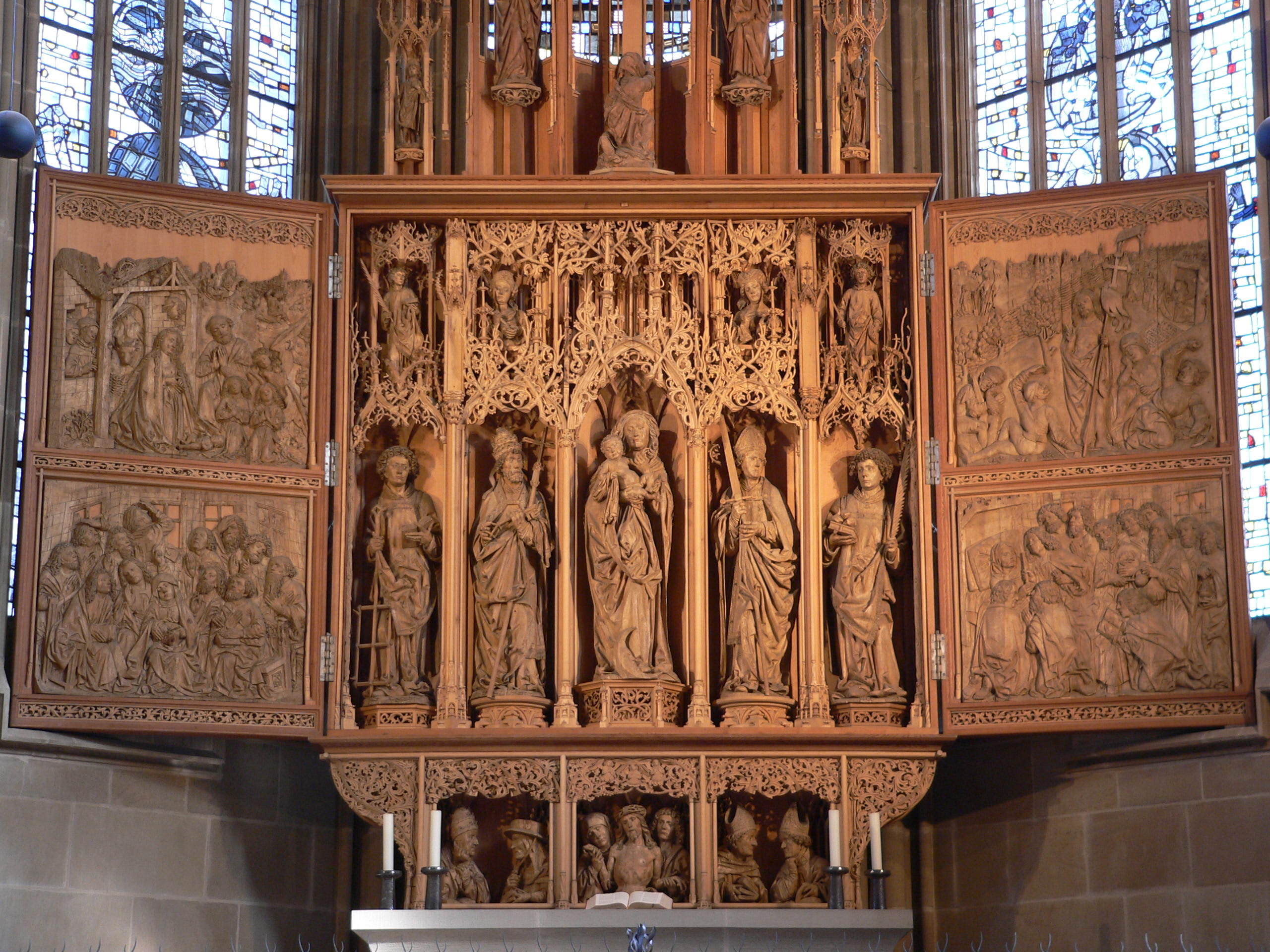
Marienaltar von Hans Seyfer in der Kilianskirche. Der rechte Seitenflügel wurde am 29. Januar 2012 von einem die Glasfenster durchschlagenden Steinwurf getroffen.

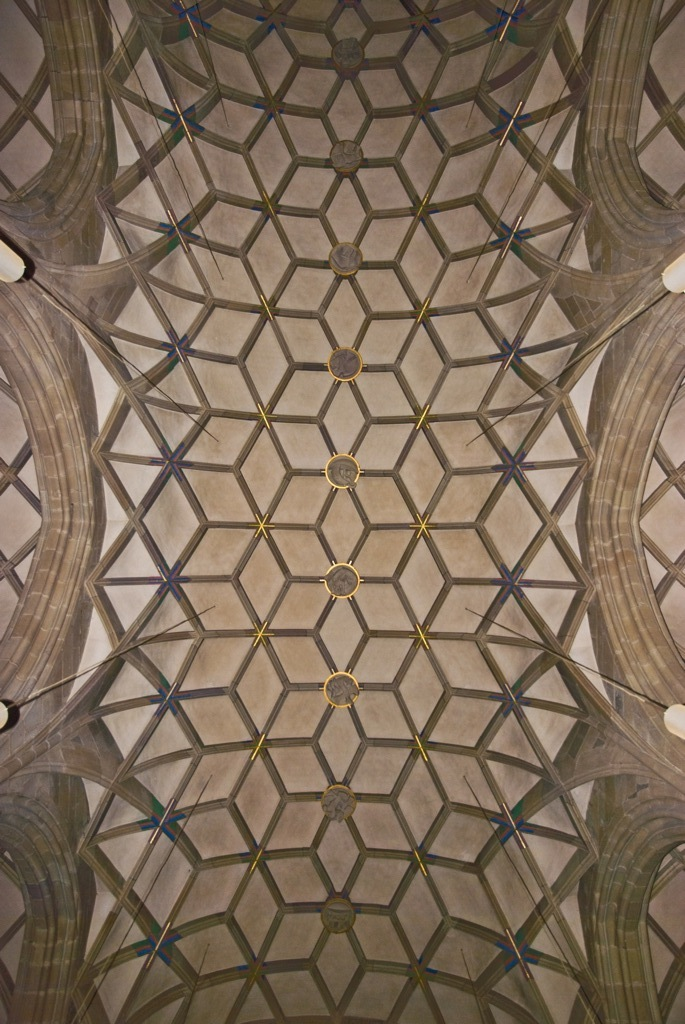
Netzgewölbe über dem Chor; Farbgebung Ch. Crodel.

Der spätgotische Chor ist durch die von Charles Crodel geschaffenen Chorfenster bildlich und farbig zu einer räumlichen Einheit zusammengefasst: der Hauptchor mit dem Hauptaltar von Hans Seyfer, der nördliche Seitenchor als Abendmahlchor und der südliche Seitenchor als Taufchor (mit dem aus dem "Heilbronn" gespeisten Taufbecken).

#### Hauptaltar von Hans Seyfer
Der zweiflüglige Hauptaltar von Hans Seyfer aus dem Jahr 1498 im außergewöhnlich hohen Chor der Kirche gilt als schnitzerische Meisterleistung. Er enthält zahlreiche Figuren, Reliefszenen und schmückendes Beiwerk. Der Altar ist 11,64 m hoch, 7,86 m breit und dreiteilig (Predella, Schrein mit Flügeln, Gesprenge) aufgebaut.
- Predella (unterster Teil): jeweils zwei Kirchenväter links (Papst Gregor und Kardinal Hieronymus) und rechts (Bischöfe Augustinus und Ambrosius), in der Mitte Christus mit Johannes und Maria.
- Skulpturenschrein bzw. Corpus (mittlerer Teil): in der Mitte Maria, flankiert vom Hl. Petrus mit Kirchenschlüsseln (links) und Hl. Kilian mit Schwert (rechts), die beiden Märtyrer Laurentius mit Rost (ganz links) und Stephanus mit Steinen auf der Bibel (ganz rechts). Oben in den Nischen: Die beiden männlichen Halbfiguren stellen die Weggefährten des Hl. Kilian dar: Kolonat und Totnan. In den beiden weiblichen Büsten sind Apollonia von Alexandria und die Hl. Margareta abgebildet.
- Kreuzigung im Gesprenge (oberer Teil).
- Die Altarflügel zeigen links oben die Geburt Christi und links unten das Pfingstwunder, rechts oben den Auferstandenen vor dem leeren Grab und rechts unten den Tod Mariens.

Der Altar war während des Zweiten Weltkriegs abgebaut und eingelagert. Die Figuren und Relieftafeln der Flügel überstanden den Krieg im Salzbergwerk in Kochendorf bombensicher in 200 m Tiefe, wohingegen Gesprenge und Schrein eingemauert im Westturm der Kilianskirche verglühten. Die Entscheidung für einen rekonstruierenden Wiederaufbau fiel nach langen Abwägungen mit der Zustimmung des zuständigen Denkmalpflegers Graf Adelmann; in siebenjähriger Arbeit wurden die zerstörten Teile von Restaurator Walter Hammer und Bildhauer Josef Wolfsteiner rekonstruiert.
Bald nach seinem Tod geriet der Künstler des Altars in Vergessenheit, so dass der Altar noch Ende des 19. Jahrhunderts dem Würzburger Bildhauer Tilman Riemenschneider zugeschrieben wurde. Durch Forschungen und stilistische Vergleiche setzte sich die Meinung durch, dass ein Hans von Heilbronn den Altar geschaffen haben musste. 1909 fand Moriz von Rauch den vollständigen Namen des Bildhauers: Meister Hans Seyfer, Bürger zu Heilbronn in den Schriftstücken des Heilbronner Archivs.
Die letzte Unsicherheit wurde ausgeräumt, als der Restaurator Walter Hammer 1963 bei der Restaurierung den Namenszug „Hans Syfer“ freilegte. Im rechten oberen Flügel (Auferstehung) ist rechts oben – vom Betrachter aus gesehen auf dem Kopf stehend – auf der Grabplatte die Jahreszahl 1498 eingeschnitzt. Diese Jahreszahl wird mit Sicherheit auf das Jahr der Vollendung des Altars verweisen.

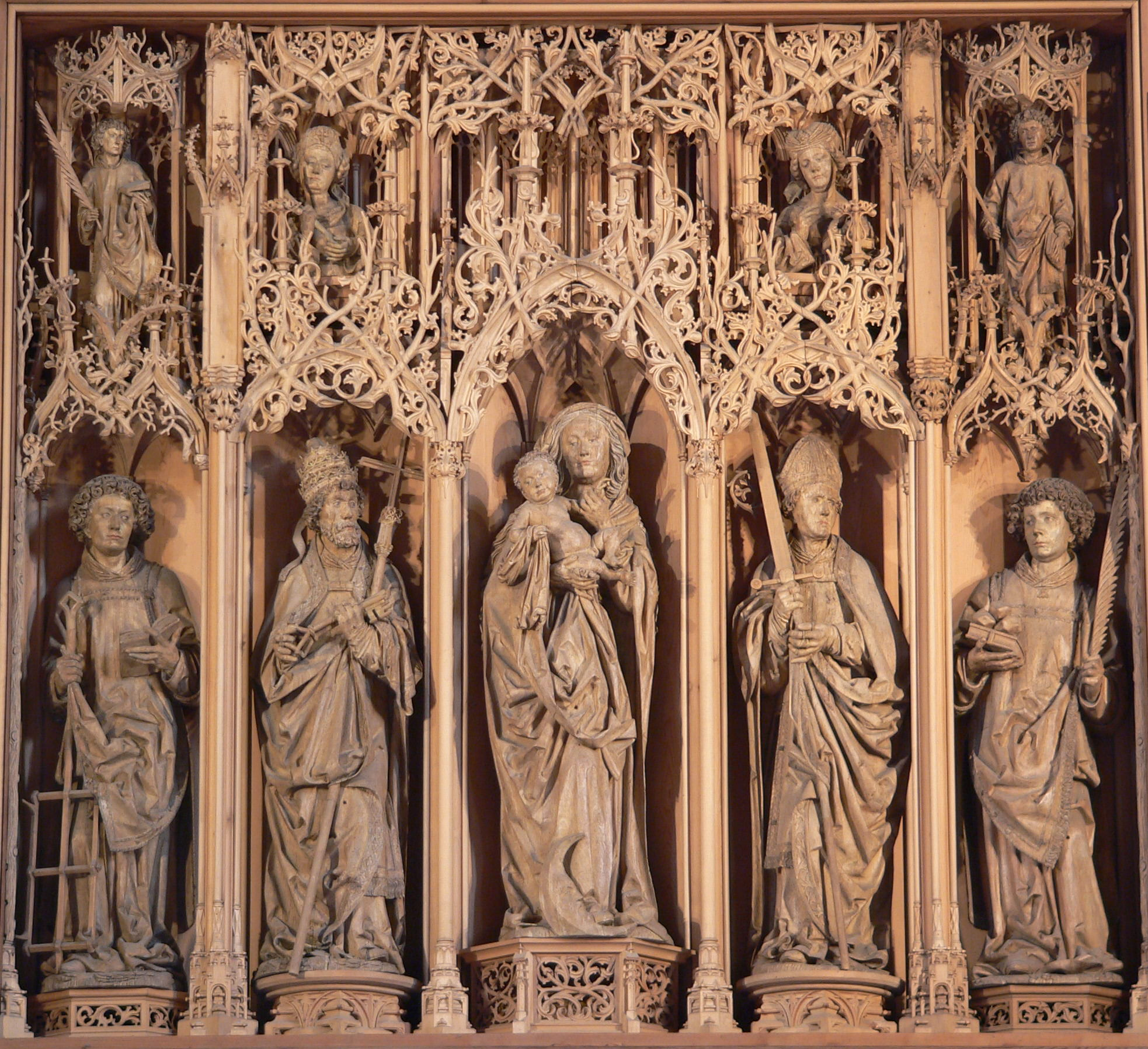
Skulpturen im Schrein
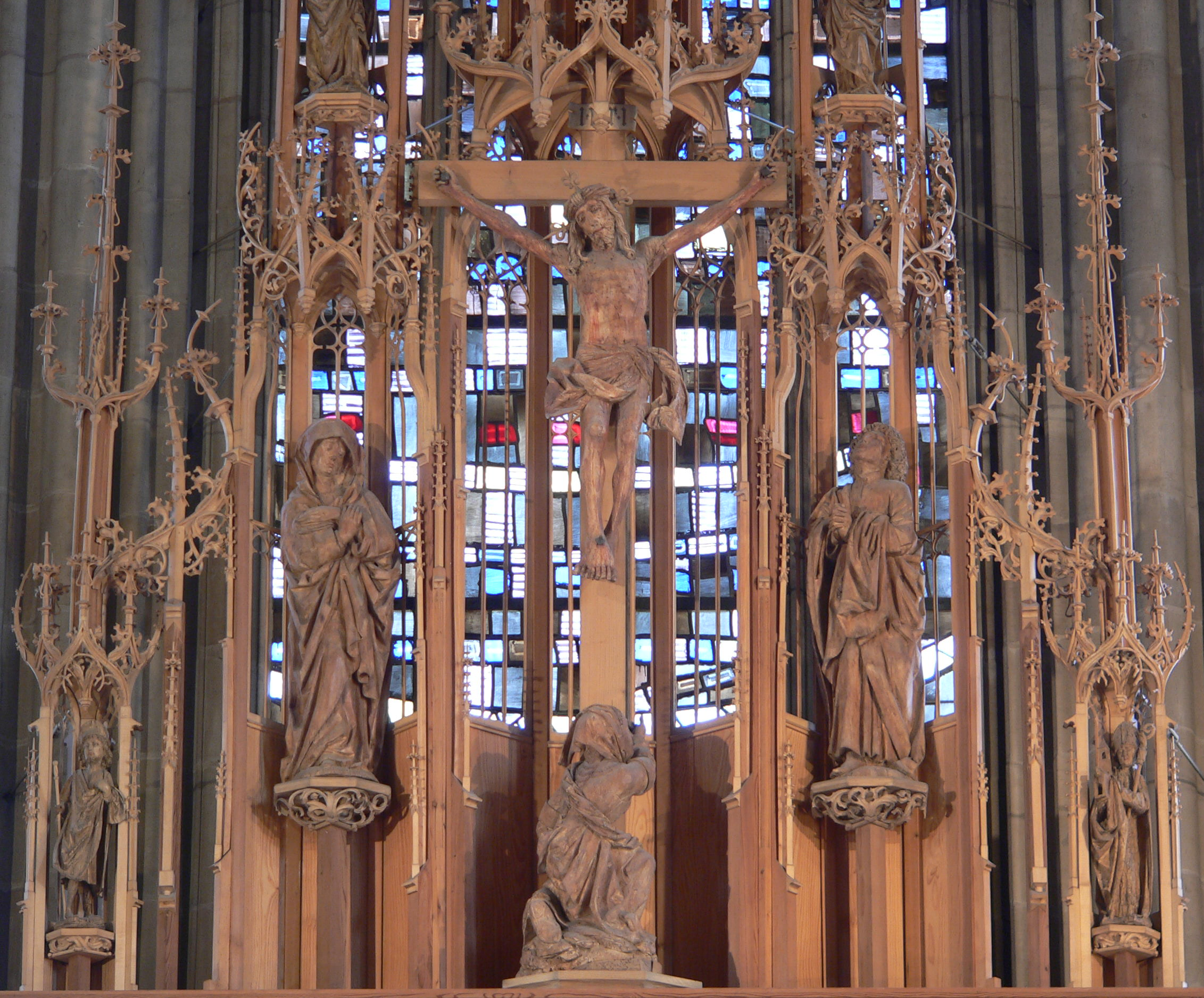
Kreuzigungsgruppe im Gesprenge (über dem Schrein)
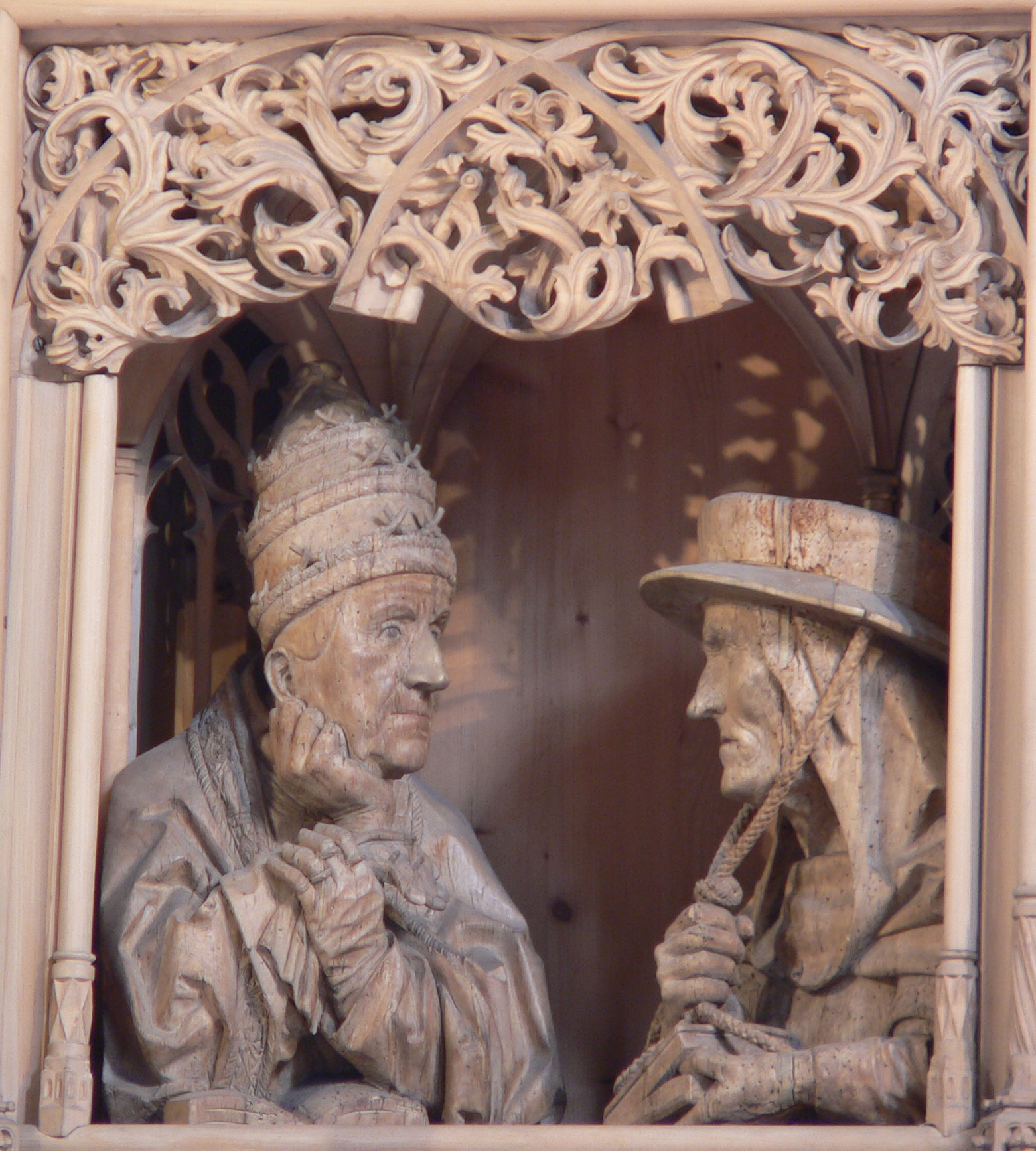
Papst Gregor und Kardinal Hieronymus (Predella links)
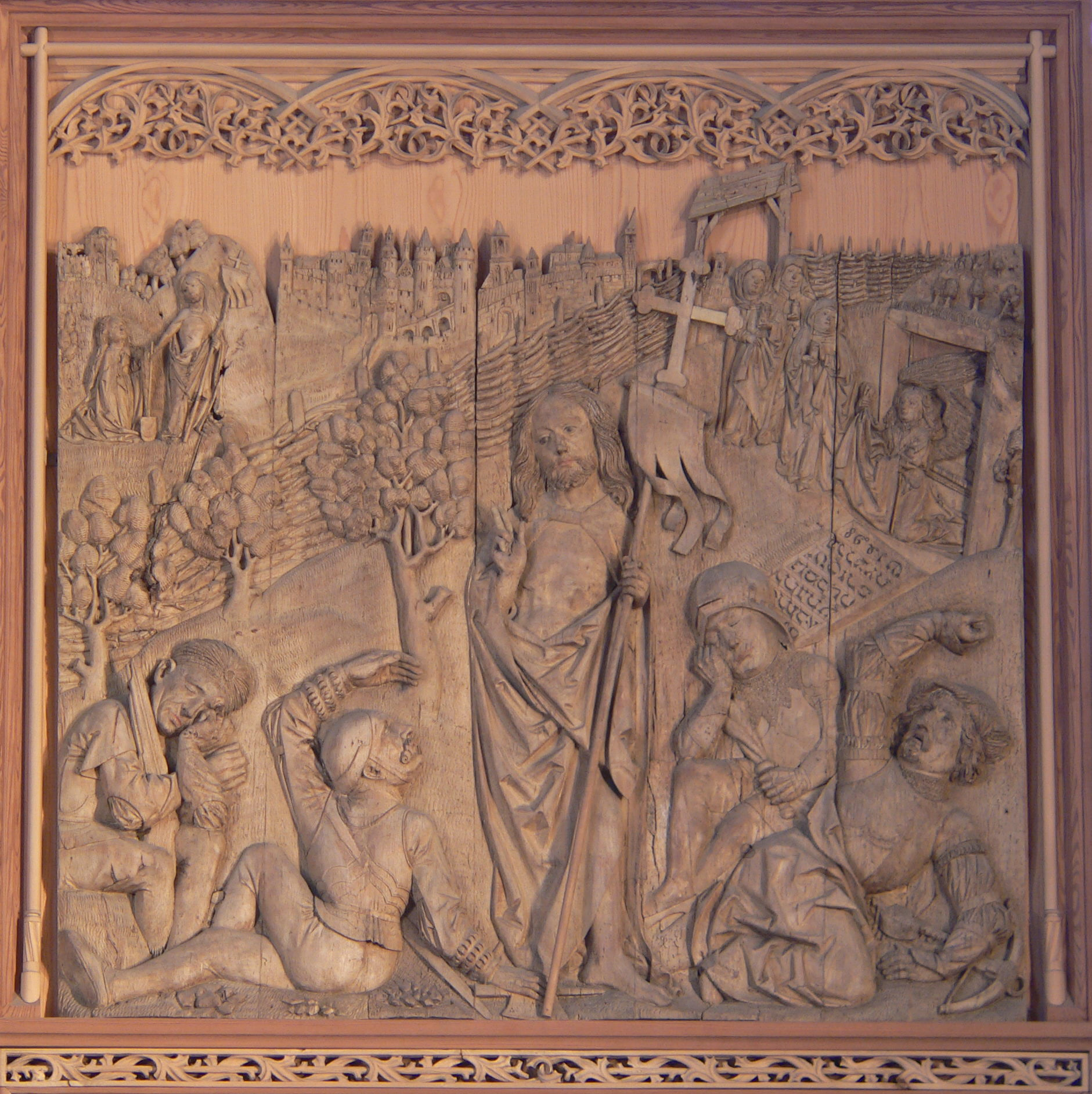
Auferstehung (rechter Flügel, oben)

#### Netzgewölbe
Das historische Netzgewölbe von Aberlin Jörg wurde nach der Zerstörung von 1944 in langjähriger Arbeit gemäß historischen Vorlagen rekonstruiert und mit modernen Schlusssteinen versehen. Die Chorfenster sind eigenhändig ausgeführte und signierte Werke von Charles Crodel. Der Gestalter der Seitenportale war Ulrich Henn (siehe Weitere Kunstwerke).

### Mittelschiff

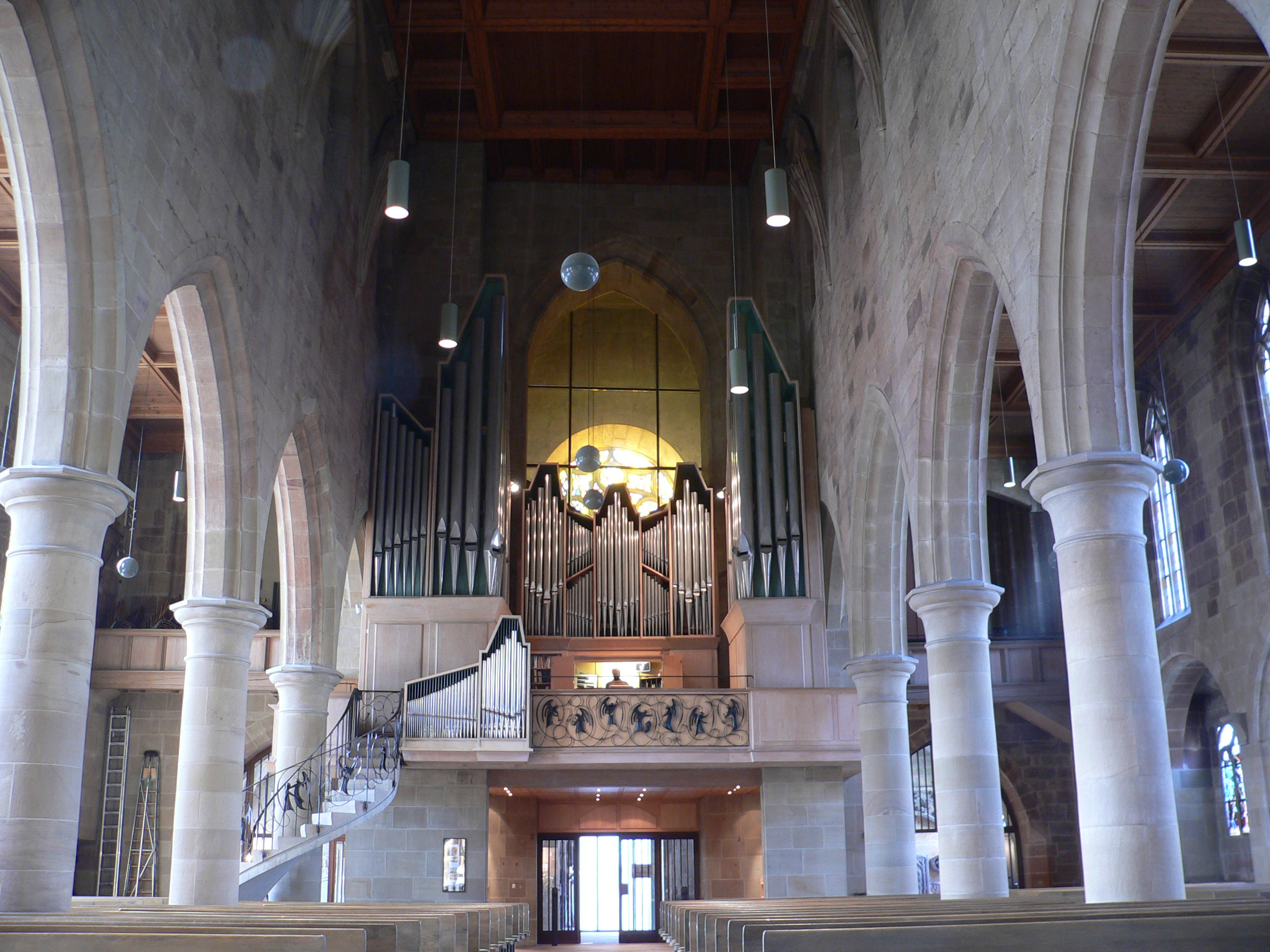
Blick vom Mittelschiff auf die Galerie mit großer Orgel

Das Mittelschiff der Kilianskirche ist geprägt von den mächtigen, den Raum dreiteilenden Säulen, die den Dachaufbau tragen.
Das Langhaus, das Ende des 19. Jahrhunderts ein neogotisches Gipsgewölbe erhielt, wurde nach den Zerstörungen des Zweiten Weltkrieges mit einer hölzernen Kassettendecke restauriert, wie sie sich dort vermutlich auch schon im 13. Jahrhundert befand.
Die Seitenfenster sind Teil des von Charles Crodel geschaffenen Fensterwerkes mit Datierung und Signatur des eigenhändigen Werkes.
Das schmiedeeiserne Geländer der Freitreppe und der Orgelempore wurden von Werner Holzbächer geschaffen. Es stellt sich auf- und abwärtsbewegende, musizierende Engel dar.

### Gotische Fenstertafeln
Neben dem Seyfer-Altar gibt es eine weitere Kostbarkeit in der Kilianskirche. Es sind dies 19 spätgotische Fenstertafeln, die aus der ehemaligen mittelalterlichen Verglasung erhalten geblieben sind. Sie befinden sich seit dem Ende des Wiederaufbaus der Kirche 1965 in den Fenstern zweier Kapellennischen in der nördlichen Chorwand. Es könnte sich bei diesen Farbtafeln um Reste einer wesentlich größeren Anzahl an Glasfenstern des 1487 fertiggestellten Hallenchores handeln. Verblieben sind zehn figürliche Darstellungen, sechs Baldachinbilder und drei Wappen, die möglicherweise von einem Meister aus Speyer gefertigt wurden.
Auf den Glasscheiben sind unter anderem dargestellt (die Nummer in Klammern bedeutet dabei die Zählung der Glasfenster von Osten nach Westen): (1) Eine Wappenscheibe mit dem schwarzen Reichsadler und Jahreszahl 1487 auf goldgelbem Grund (bei diesem Wappen soll es sich um den ältesten Beleg für die Farben des Stadtwappens handeln), (4) eine königliche Person im Purpurmantel (möglicherweise aus einem Zyklus der Anbetung der Heiligen Drei Könige), (6) Halbfigur des Erzengels Michael, (7) Halbfigur der Muttergottes im Ährenkleid, (9) Diakon Totnan, einer der Gefährten des Heiligen Kilian, (10) der Heilige Burkhard, der erste Bischof von Würzburg, (11) der Heilige Kilian, Schutzpatron der Heilbronner Kilianskirche und (12) der kniende Stifter Johann von Allendorf (1400–1496), Stiftspropst von St. Burkhard in Würzburg, ab 1475 Kirchherr von St. Kilian in Heilbronn.
Bei den vier westlichen Scheiben handelt es sich um Baldachine (bzw. Teile davon) aus gelbem Astwerk mit schwarzer Schattierung auf blauem Grund (13 bis 16). Die restlichen drei Scheiben befinden sich erhöht im mittleren Seitenfenster. Zwei davon sind ebenfalls Astwerkbaldachine (17 und 18) und die höchste Scheibe stellt den Heiligen Andreas dar (19).

Gotische Fenstertafeln
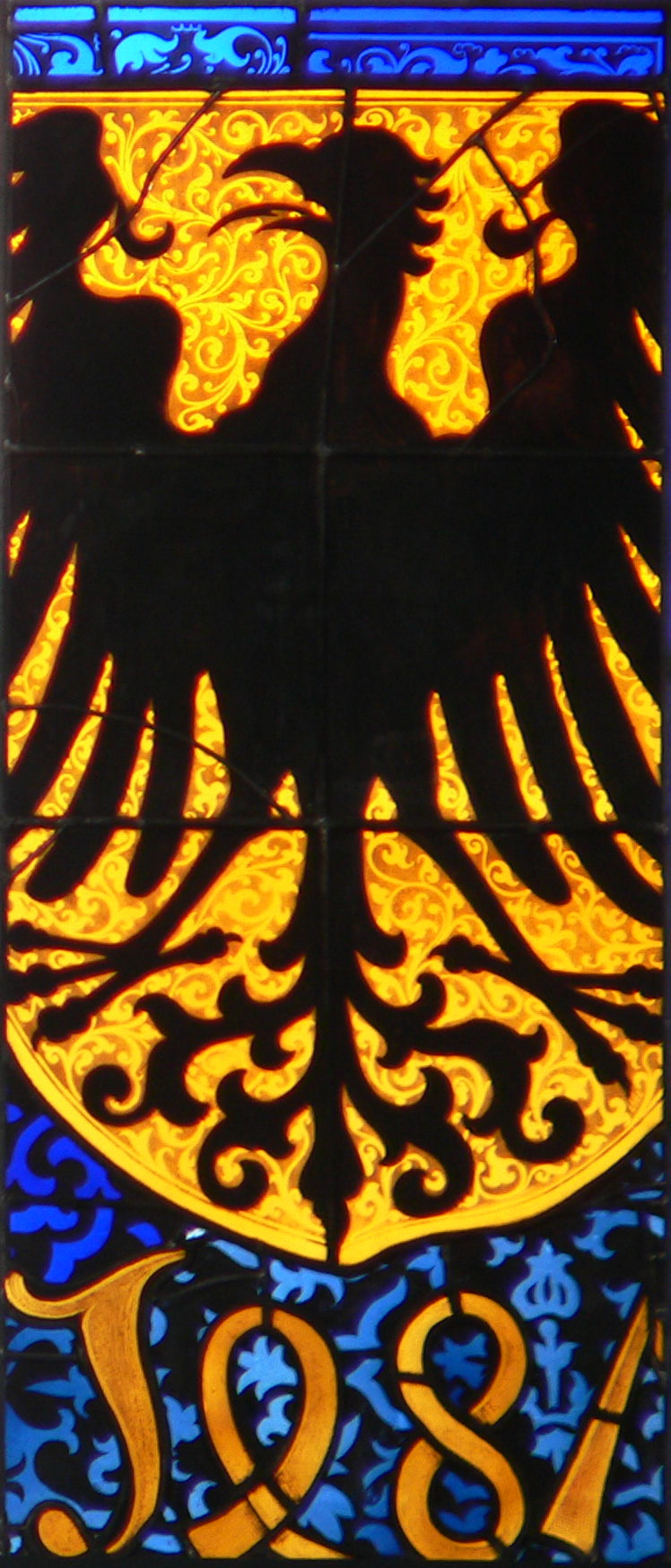
Altes Stadtwappen von 1487
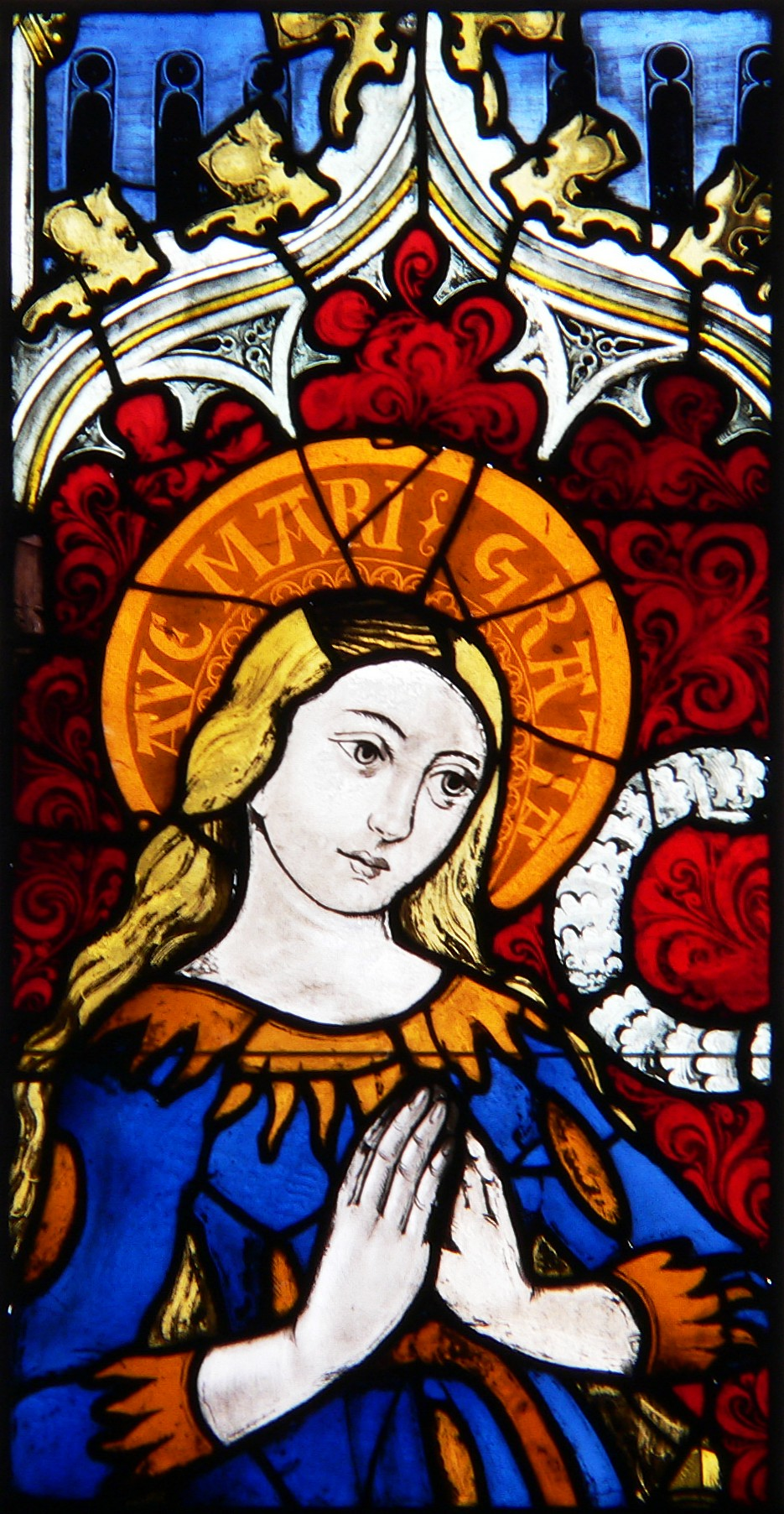
Muttergottes im Ährenkleid
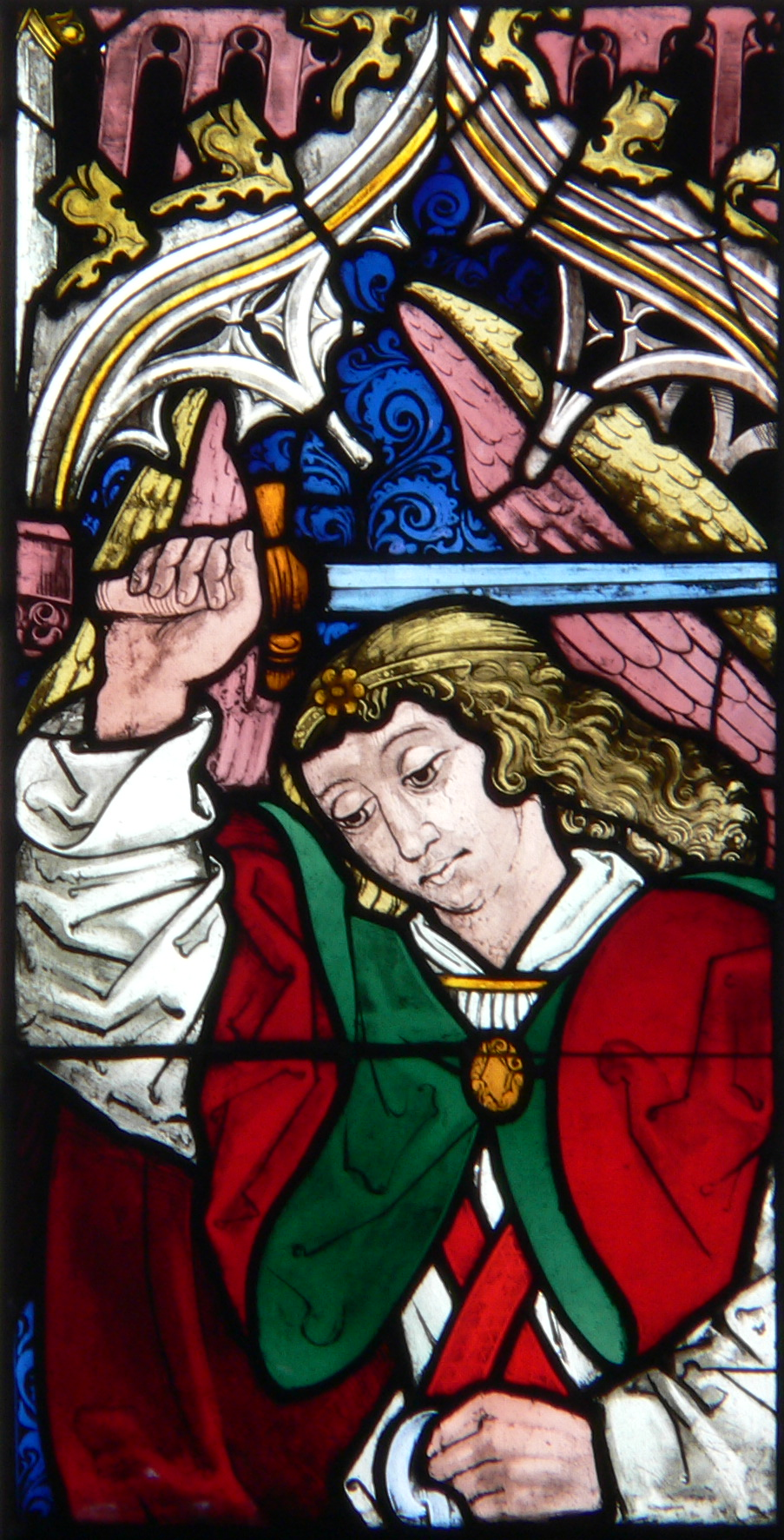
Erzengel Michael
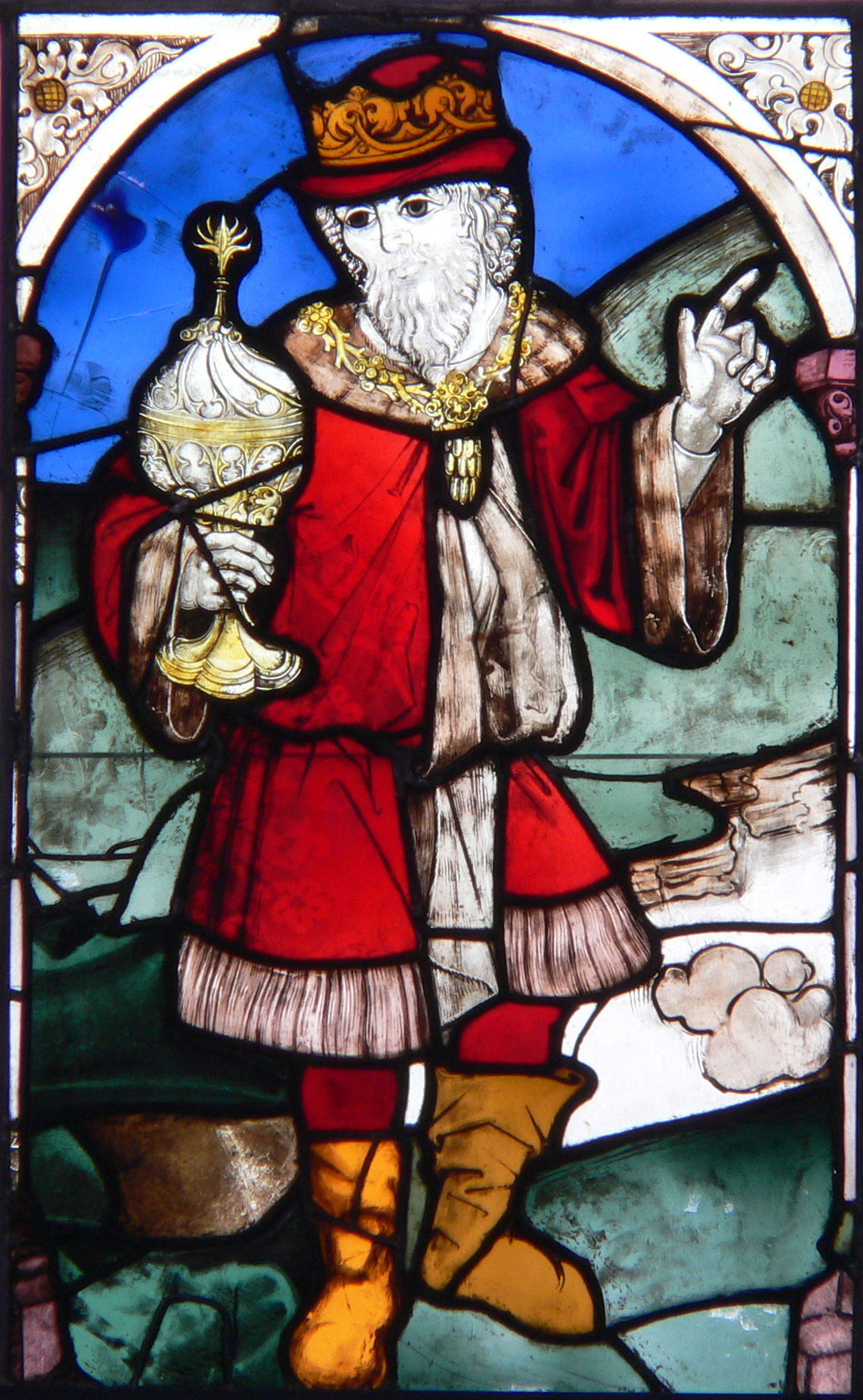
Königliche Person im Purpurmantel

### Weitere Kunstwerke

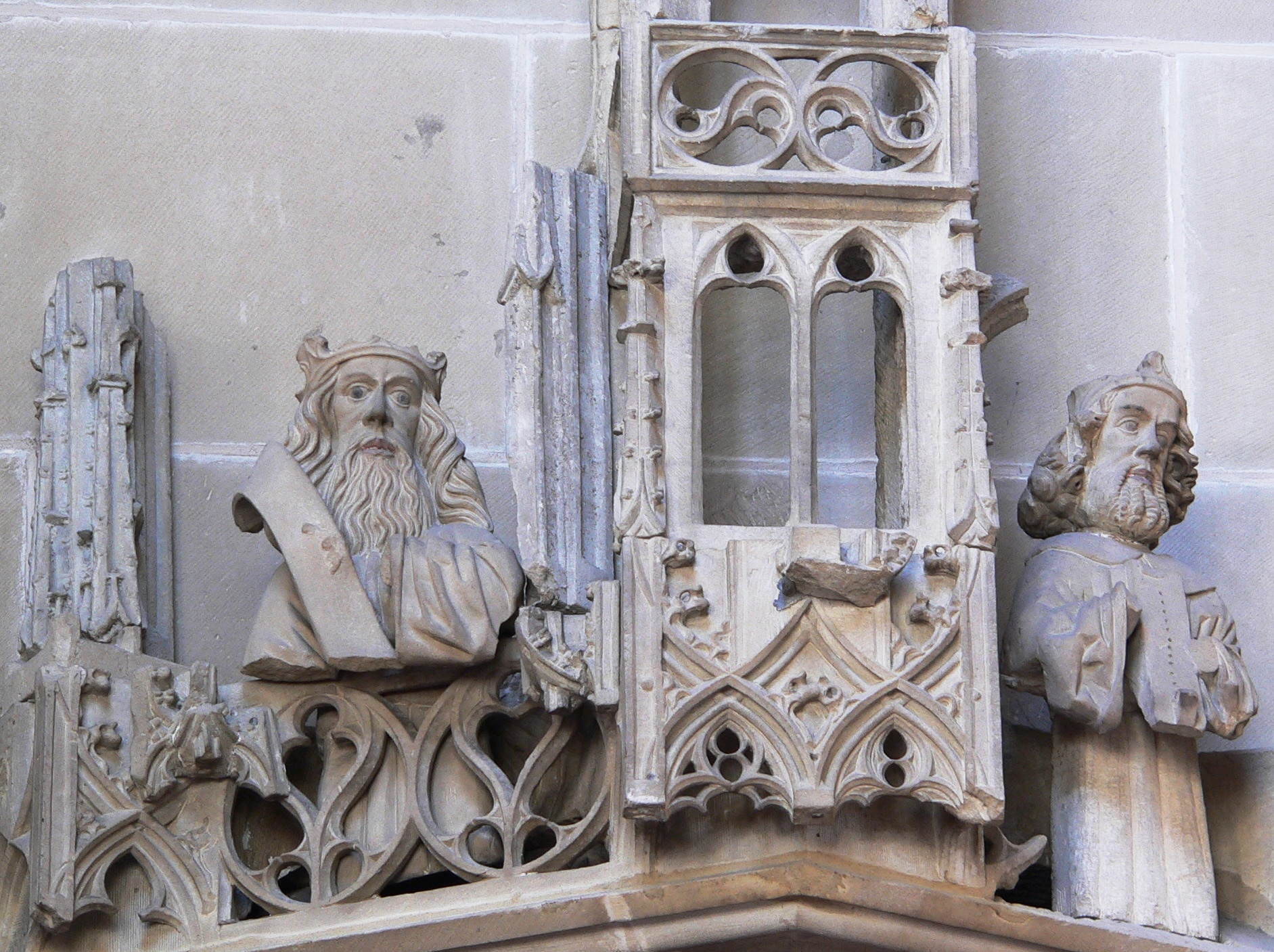
Detail des Sakramenthauses im Nordchor (zwei Propheten)

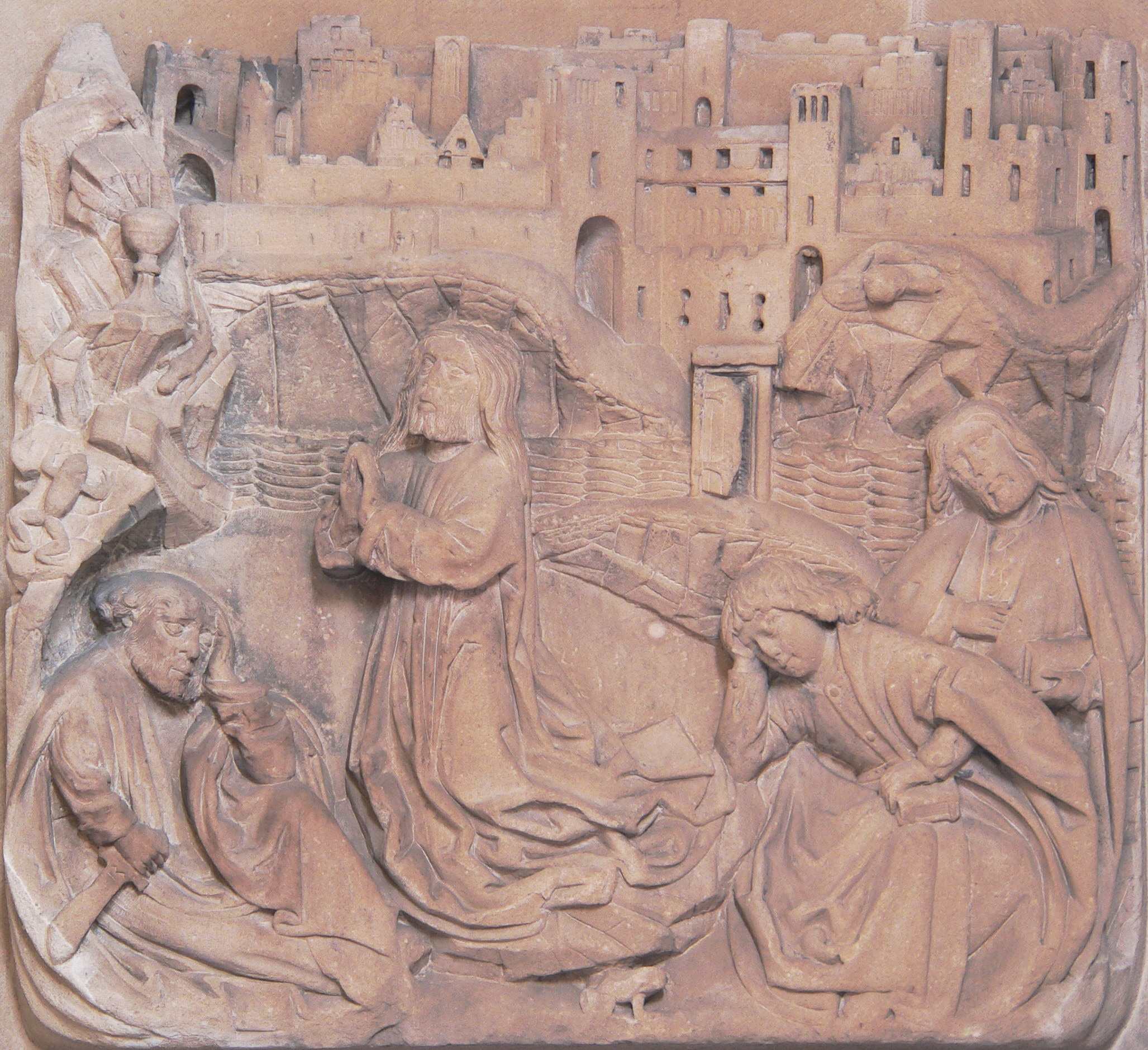
Ölbergrelief im Nordchor (Christus im Garten Gethsemane)

#### Sakramentshäuschen
Als Fragmente sind die beiden filigranen, spätgotischen Sakramentshäuschen im Haupt- und Nordchor erhalten, die im Zweiten Weltkrieg beschädigt und später nicht wiederhergestellt wurden.
Das Sakramentshaus im Hauptchor befindet sich an dessen Nordwand und ist mit dem Sakramenthaus im Nordchor über einen Mauerdurchbruch verbunden, der den Sakramentsschrein bildet. Als Schöpfer des Sakramentshauses im Hauptchor wird der Baumeister des Stephansdoms in Wien Anton Pilgram vermutet, was jedoch durch neueste Forschungen nicht gestützt wird.
Das Sakramenthaus im Nordchor könnte von dessen Schüler Bernhard Sporer stammen, was ebenso wenig bewiesen ist.

#### Ölbergrelief
Im Nordchor befindet sich ein Ölbergrelief, auf dem der betende Christus im Garten Gethsemane mit drei Jüngern dargestellt ist. Es wird vermutet, dass dieses Relief auf Grund von Ähnlichkeiten zur Auferstehung im Flügel des Seyfer-Altars von Hans Seyfer selbst oder von einem seiner Schüler geschaffen wurde. Diese Ähnlichkeiten bestehen zum Beispiel in der Darstellung des Flechtzaunes bzw. der Stadt im Hintergrund der beiden genannten Werke.
Interessant ist auch die Darstellung der Tiere, zum Beispiel der Frösche unten und links, was ebenfalls auf Seyfer hindeuten könnte.

#### Taufstein und Taufaltar
Der Taufstein und der Taufaltar im Südchor wurden 1965 vom Stuttgarter Bildhauer Gottfried Gruner vollendet. Der Taufstein mit sechseckigem Querschnitt wird aus dem alten Heilbrunnen gespeist, der unter der Kirche entspringt. Der Taufaltar stellt das Jesuswort: „Lasset die Kindlein zu mir kommen“ plastisch dar.

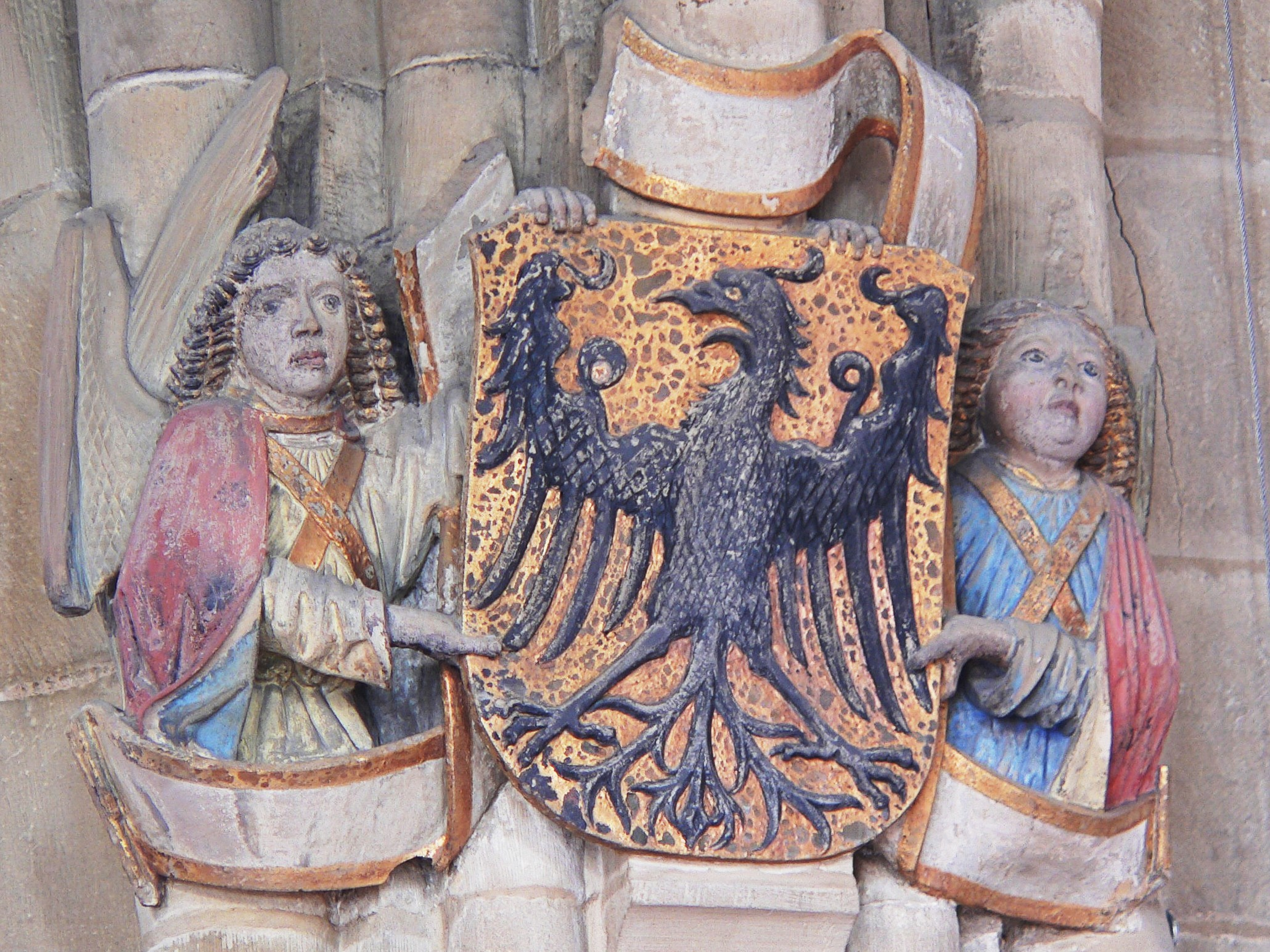
Reichsstädtisches Wappen über der Kanzel (mit zwei Engeln)

#### Kanzel
Die alte gotische Kanzel mit hohem Schalldeckel befand sich ehemals am mittleren Pfeiler der Südseite des Mittelschiffs, war hier mit der seit 1426 bestehenden Prädikaturstiftung und vor allem infolge der Reformation das liturgische und räumliche Zentrum des reinen Predigtgottesdienstes mit entsprechend reformatorischer Gestühlausrichtung  und wird von Karl Halbauer folgendermaßen beschrieben: "Stein u. Stuck, Treppe gewunden, Samson(?)statue als Stützfigur von Kanzelfuß und Treppe, am Aufsatz des Treppenportals und am Treppengeländer szenische Reliefs, Brüstungsreliefs: Verklärung Christi und die vier Evangelisten, Kanzeldeckel turmförmig, von dem Gipser Konrad Wagner, Leonberg, 1581/82". Sie wurde im Zweiten Weltkrieg zerstört und in dieser Form nicht wiederhergestellt. Die von Karl Hemmeter aus München im Jahre 1965 neu geschaffene Kanzel befindet sich nun auf der Nordseite des Mittelschiffs unweit des Mittelaltars. Die Kanzel aus Sandstein zeigt an fünf Seiten als Tiefenreliefs: der barmherzige Samariter, das Jüngste Gericht, die Heimkehr des verlorenen Sohnes, Christus bei Maria und Martha, die Steinigung des Stephanus.
Rechts über der Kanzel befindet sich am Chorbogen ein reichsstädtisches Wappen, welches von zwei Engeln getragen wird. Dieses ist wahrscheinlich um 1485 entstanden und wird Anton Pilgram zugeschrieben.

#### Epitaphe

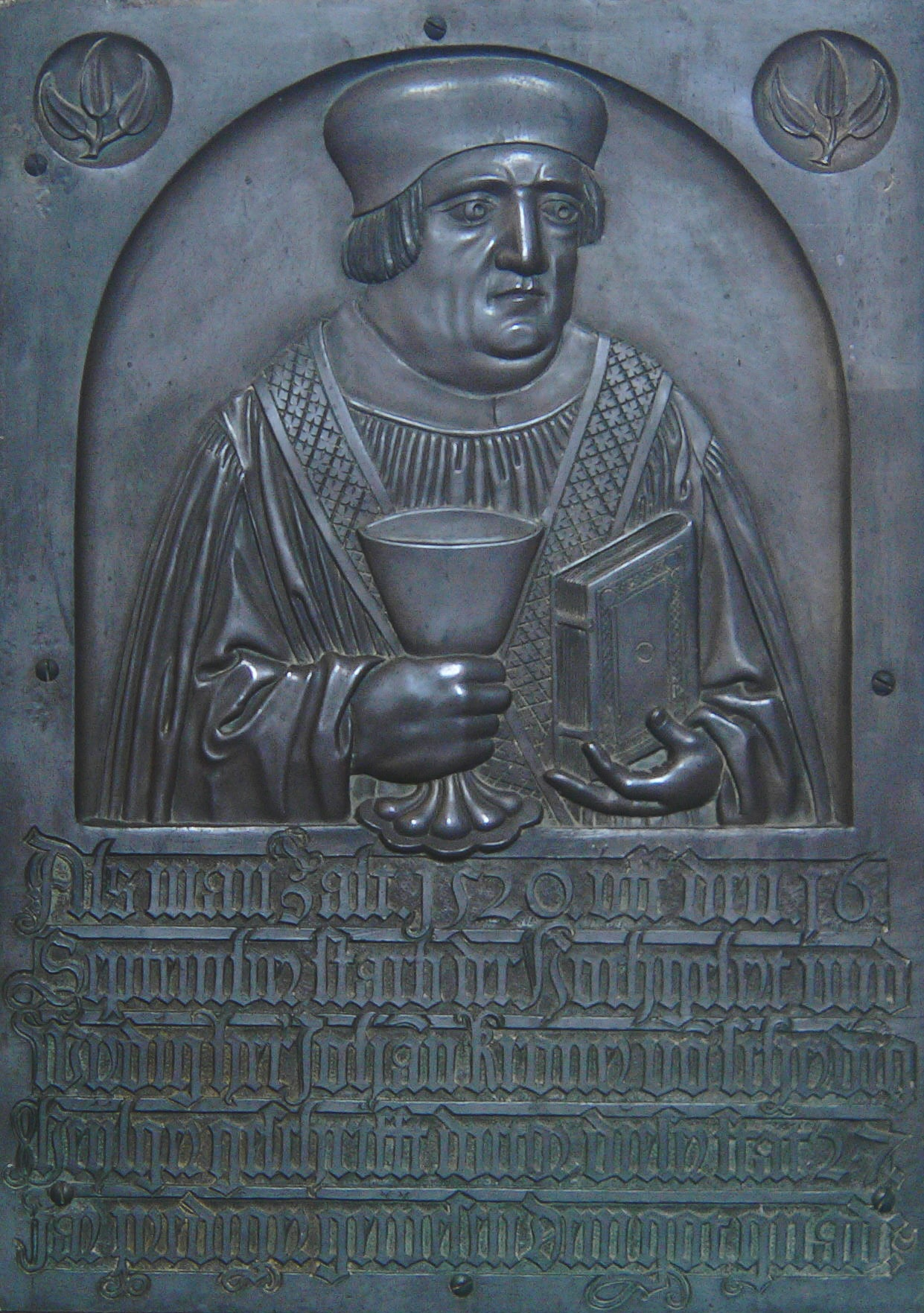
Epitaph für Dr. Johann Kröner

In der Kilianskirche sind noch verschiedene Epitaphe zu finden, die an die Innenbestattungen in der Kirche erinnern. Ursprünglich wurden Steinplatten als liegende Grabplatten mit Inschriften und Reliefdarstellungen verwendet. Später waren Bronze- oder auch Holzplatten gebräuchlich, die an den Wänden aufgehängt wurden. Im nördlichen und südlichen Chor sind noch einige Bronze-Epitaphe, in der Turmhalle des Westturmes Stein-Epitaphe erhalten geblieben. Eines der Epitaphe ist das des Johann Kröner, der von 1493 bis zu seinem Tod 1520 Prediger an der Kilianskirche war.
Bei verschiedenen Anlässen wurden außerdem Prunksärge von Innenbestattungen aufgefunden. Ein vor langer Zeit aufgefundener Prunksarg des Freiherrn Friedrich von Hirschhorn oder seines Sohnes Johann Casimir, die als letzte Nachkommen ihres Geschlechts 1632 in Heilbronn starben, ist verschollen und nur noch anhand von Fotografien nachweisbar. Im April 1958 fand man im Boden des Chors außerdem den prunkvollen Zinnsarg des im Kindesalter verstorbenen Sohnes des Obristen Emmanuel Kotz, der 1651 als Befehlshaber einer Besatzungstruppe in Heilbronn stationiert war.

#### Fenster
Das Fensterwerk von Charles Crodel bestimmt die Lichtführung des gesamten Kirchenraums und bewirkt erst die räumliche Einheit von Langhaus und Hallenchor. Bereits der von der Turmhalle her Eintretende nimmt den Gesamtraum als Hallenkirche wahr und sieht, wie die Maßwerkfenster im Norden auf den Abendmahlchor und im Süden auf den Taufchor hinführen. Durch diese zweibahnige helle Lichtführung werden die großen Fensterabstände überbrückt und der Charakter des Langhauses als Predigtkirche betont.
Die Verglasung der Chorhalle lenkt das seitliche Raumlicht auf den Hochaltar und hinterfängt diesen durch das mittige dichte Ornamentfenster. Die Bildsprache des Hochaltars ist von Crodel wiederaufgegriffen und zeigt im Mittelfenster die Erlösungstat Jesu Christi, im nördlichen Fenster die Schöpfungsgeschichte sowie im südlichen Fenster die Offenbarung des Johannes. Die beiden Fenster im Nordchor zeigen Motive entsprechend seiner Funktion als Abendmahlchor. In den Fenstern des südlichen Seitenchores – dem Taufchor – sind Szenen aus dem Neuen Testament (nördliches Fenster: die Verkündigung an Maria, die Geburt Jesu, die Anbetung, die Flucht nach Ägypten, Jesu im Tempel zu Jerusalem) und dem Alten Testament (südliches Fenster: die Austreibung aus dem Paradies, Kains Brudermord, Altar und Regenbogen, Abraham unter dem Sternenhimmel, Jakobs Himmelsleiter) dargestellt.
Im Nordschiff des Langhauses zeigt die maßgeblich vom Stand gestiftete Bildfolge unter anderem das Gleichnis von den fünf klugen und den fünf törichten Jungfrauen sowie das Gleichnis des barmherzigen Samariters. In den Fenstern des südlichen Seitenschiffes sind Präfigurationen dargestellt. Das bedeutet, dass ein Glaubenssatz nicht nur bildlich nach dem Neuen Testament dargestellt wird, sondern auch in seiner „Vorgestaltung“ nach dem Alten Testament.
Im Jahr 2011 gab es konkrete Planungen zur Modernisierung der Glasfenster. Aus einem Gestaltungswettbewerb heraus wählte eine Jury fünf Fenster der Malerin Xenia Hausner mit gegenständlichen Entwürfen für das südliche Seitenschiff und sechs Entwürfe von Bernhard Huber für die Chorfenster zur Realisierung aus. Nach jahrelangem Streit und der Intervention des Crodel-Enkels Cornelius Steckner, der durch die neuen Fenster das Urheberrecht seines Großvaters an der Fenstergestaltung verletzt sah, wurden die Pläne zur Neugestaltung der Fenster 2014 verworfen.

#### Portale

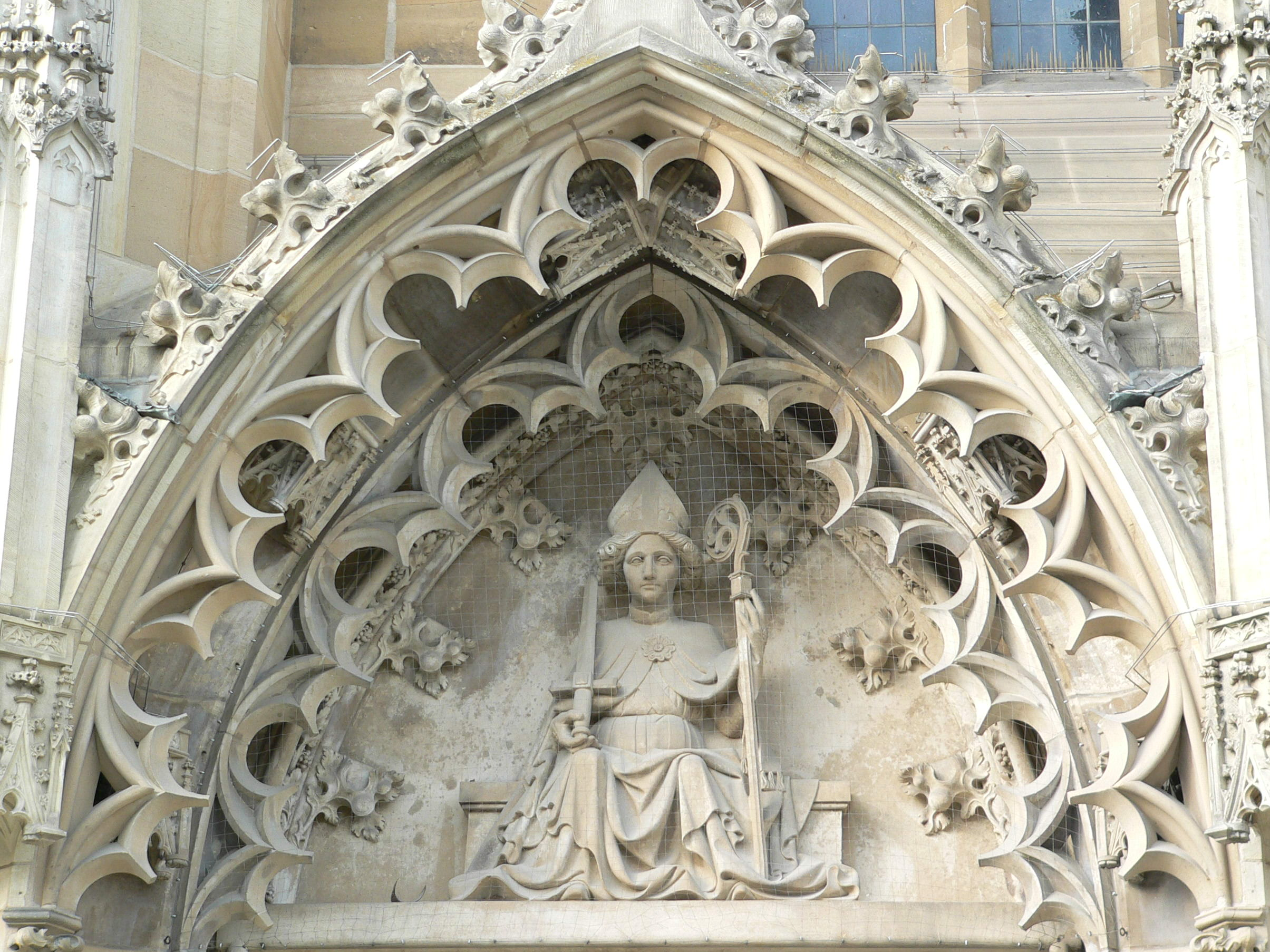
St. Kilian über dem südlichen Mittelportal

Das nördliche Mittelportal zur Kaiserstraße hin wurde 1963 von den beiden Bildhauern Ludwig Herold aus Gundelsheim und Heinz Mann aus Ilsfeld wiederhergestellt. Dabei schufen sie nach den Originalen den Spitzbogen, die beiden Baldachine, die Kreuzblume, die Fialen und die beiden Wasserspeier Lamm und Ziegenbock neu. Im Tympanon ist Maria mit dem Christuskind im Arm dargestellt. Die Bronzetür wurde von Ulrich Henn aus Leudersdorf in der Eifel geschaffen und zeigt im linken Flügel den Einzug Jesu in Jerusalem und im rechten den verlassenen Kreuzträger, der die Schuld der Menschheit auf sich genommen hat.
Das südliche Mittelportal zur Kirchbrunnenstraße hin ist von den Bildhauern Heinz Mann aus Ilsfeld und Karl Dietrich aus Heilbronn 1965 neu aufgebaut worden. Im Tympanon ist der Hl. Kilian mit Mitra, Schwert und Krummstab dargestellt, der von Weinlaub und Trauben umrahmt wird. Die Bronzetür wurde ebenso wie die im nördlichen Mittelportal von Ulrich Henn aus Leudersdorf in der Eifel geschaffen und soll den Auftrag Jesu „Gehet hin und lehret, taufet und heilet“ an die Menschen versinnbildlichen. Es zeigt die Aussendung der Jünger in die Welt, die Steinigung des Stephanus sowie das brennende Sodom und Gomorra.

#### Sonstige
Weiterhin sind zum Teil noch Reste verschiedener älterer Kunstwerke vorhanden wie in einer der nördlichen Chornischen die Anbetenden Engel oder unterhalb des Südturmes die Heiligen drei Könige, die wohl ursprünglich Teil einer Weihnachtgruppe rechts neben dem Hochaltar in der Sediliennische waren. Die Sediliennische wurde nach der Zerstörung im Zweiten Weltkrieg nicht wiederhergestellt.
Auf dem nördlichen Seitenaltar steht seit 2008 ein Nagelkreuz.

### Orgeln
Bis zum Zweiten Weltkrieg befand sich auf der westlich gelegenen Empore des Mittelschiffs eine große Orgel, die in den Jahren 1843–1847 von dem Orgelbauer Eberhard Friedrich Walcker aus Ludwigsburg erbaut und 1888 von Karl Schäfer aus Heilbronn umgebaut worden war. Das Kegelladen-Instrument, das im Zweiten Weltkrieg zerstört wurde, hatte 50 Register (2889 Pfeifen) auf drei Manualen und Pedal und war in einem neugotischen Gehäuse aufgestellt.
| I Manual C–f3 |                |        |
| 1.            | Prinzipal      | 16′    |
| 2.            | Bourdon        | 16′    |
| 3.            | Octav          | 8′     |
| 4.            | Gemshorn       | 8′     |
| 5.            | Viola di Gamba | 8′     |
| 6.            | Gedeckt        | 8′     |
| 7.            | Oktav          | 4′     |
| 8.            | Flöte          | 4′     |
| 9.            | Dolce          | 4′     |
| 10.           | Gedeckt        | 4′     |
| 11.           | Quintflöte     | 5 1⁄3′ |
| 12.           | Quinte         | 2 ⁄3′  |
| 13.           | Waldflöte      | 2′     |
| 14.           | Mixtur VI      | 2′     |
| 15.           | Scharff III    | 1′     |
| 16.           | Fagott         | 16′    |
| 17.           | Trompete       | 8′     |

| II Manual C–f3 |              |       |
| 18.            | Salicional   | 16′   |
| 19.            | Prinzipal    | 8′    |
| 20.            | Flöte        | 8′    |
| 21.            | Salicional   | 8′    |
| 22.            | Gedeckt      | 8′    |
| 23.            | Gemshorn     | 4′    |
| 24.            | Rohrflöte    | 4′    |
| 25.            | Traversflöte | 4′    |
| 26.            | Octav        | 2′    |
| 27.            | Cornett      | 2 ⁄3′ |
| 28.            | Clarinette   | 8′    |

| III Manual C–f3 |               |       |
| 29.             | Prinzipal     | 8′    |
| 30.             | Harmonica     | 8′    |
| 31.             | Physharmonica | 8′    |
| 32.             | Dolce         | 8′    |
| 33.             | Gedeckt       | 8′    |
| 34.             | Viola         | 4′    |
| 35.             | Flöte         | 4′    |
| 36.             | Octav         | 2′    |
| 37.             | Nasard        | 2 ⁄3′ |

| Pedal C–d1 |               |         |
| 38.        | Prinzipalbass | 16′     |
| 39.        | Subbass       | 16′     |
| 40.        | Quintbass     | 10 2⁄3′ |
| 41.        | Octavbass     | 8′      |
| 42.        | Violoncello   | 8′      |
| 43.        | Quinte        | 5 1⁄3′  |
| 44.        | Octav         | 4′      |
| 45.        | Bombardon     | 32′     |
| 46.        | Posaune       | 16′     |
| 47.        | Trompet       | 8′      |
| 48.        | Clarinette    | 4′      |
| 49.        | Cornettino    | 2′      |

#### Hauptorgel
Die heutige Hauptorgel wurde 1959 ebenfalls von der Ludwigsburger Orgelbaufirma Walcker erbaut. Das Instrument hat 62 Register auf vier Manualen und Pedal. Die Spieltrakturen sind mechanisch, die Registertrakturen elektrisch. Das Instrument wurde bis 2002 renoviert und erweitert. Eine Generalüberholung und Erweiterung um ein Auxiliarwerk und einen Zentralspieltisch, von dem aus die Haupt- und Chororgel spielbar sind, ist geplant. Die Disposition lautet seit 2002:
| I Rückpositiv C–g3 |        |
| Prinzipal          | 8′     |
| Gedackt            | 8′     |
| Praestant          | 4′     |
| Flöte              | 4′     |
| Oktave             | 2′     |
| Terz               | 1 3⁄5′ |
| Quinte             | 1 ⁄3′  |
| Scharff III        |        |
| Krummhorn          | 8′     |
| Tremulant          |        |

| II Hauptwerk C–g3 |       |
| Prinzipal         | 16′   |
| Prinzipal         | 8′    |
| Gamba             | 8′    |
| Spitzflöte        | 8′    |
| Oktave            | 4′    |
| Nachthorn         | 4′    |
| Quinte            | 2 ⁄3′ |
| Oktave            | 2′    |
| Cornett V (ab g0) |       |
| Mixtur major V    |       |
| Mixtur minor IV   |       |
| Fagott            | 16′   |
| Trompete          | 8′    |

| III Schwellwerk C–g3  |        |
| Bordun                | 16′    |
| Prinzipal             | 8′     |
| Gedackt               | 8′     |
| Konzertflöte          | 8′     |
| Viola                 | 8′     |
| Dolce                 | 8′     |
| Vox coelestis (ab c0) | 8′     |
| Oktave                | 4′     |
| Fugara                | 4′     |
| Traversflöte          | 4′     |
| Nasat                 | 2 ⁄3′  |
| Flautino              | 2′     |
| Terz                  | 1 3⁄5′ |
| Mixtur VII            |        |
| Trompette harmonique  | 8′     |
| Oboe                  | 8′     |
| Clairon               | 4′     |
| Tremulant             |        |

| IV Kronwerk C–g3 |     |
| Flöte            | 8′  |
| Quintatön        | 8′  |
| Gemshorn         | 4′  |
| Flûte octaviante | 4′  |
| Sesquialter II   |     |
| Doublette        | 2′  |
| Piccolo          | 1′  |
| Dulzian          | 16′ |
| Regal            | 8′  |
| Tremulant        |     |

| Pedalwerk C–f1 |     |
| Untersatz      | 32′ |
| Prinzipalbaß   | 16′ |
| Violonbaß      | 16′ |
| Subbaß         | 16′ |
| Oktavbaß       | 8′  |
| Cello          | 8′  |
| Flötbaß        | 8′  |
| Choralbaß      | 4′  |
| Gedackt        | 4′  |
| Hintersatz V   |     |
| Posaune        | 16′ |
| Trompete       | 8′  |
| Clairon        | 4′  |
| Kornett        | 2′  |

- Koppeln: I/II, III/II, III/III (Sub- und Superoktavkoppeln), IV/II, IV/III, I/P, II/P, III/P (auch als Superoktavkoppel), IV/P

#### Chororgel
Die Chororgel im südlichen Chor wurde in der Lauffener Orgelbauwerkstatt Richard Rensch erbaut. Das Schleifladen-Instrument hat 14 Register auf zwei Manualen und Pedal. Die Trakturen sind mechanisch. Das Brustwerk ist mit dem Spieltisch aus dem Instrument ausfahrbar.
| I Hauptwerk C–g3 |                 |     |
| 1.               | Quintade        | 16′ |
| 2.               | Praestant       | 8′  |
| 3.               | Spillflöte      | 8′  |
| 4.               | Ital. Prinzipal | 4′  |
| 5.               | Waldflöte       | 2′  |
| 6.               | Mixtur IV       | 2′  |

| II Brustwerk C–g3 |                  |       |
| 7.                | Holzgedeckt      | 8′    |
| 8.                | Rohrflöte        | 4′    |
| 9.                | Principal        | 2′    |
| 10.               | Sesquialter I–II | 1 ⁄3′ |
| 11.               | Scharfzimbel III | 2⁄3′  |

| Pedal C–f1 |              |     |
| 12.        | Subbaß       | 16′ |
| 13.        | Gemshorn     | 8′  |
| 14.        | Choralbaß II | 4′  |

- Koppeln: II/I, I/P, II/P

### Glocken

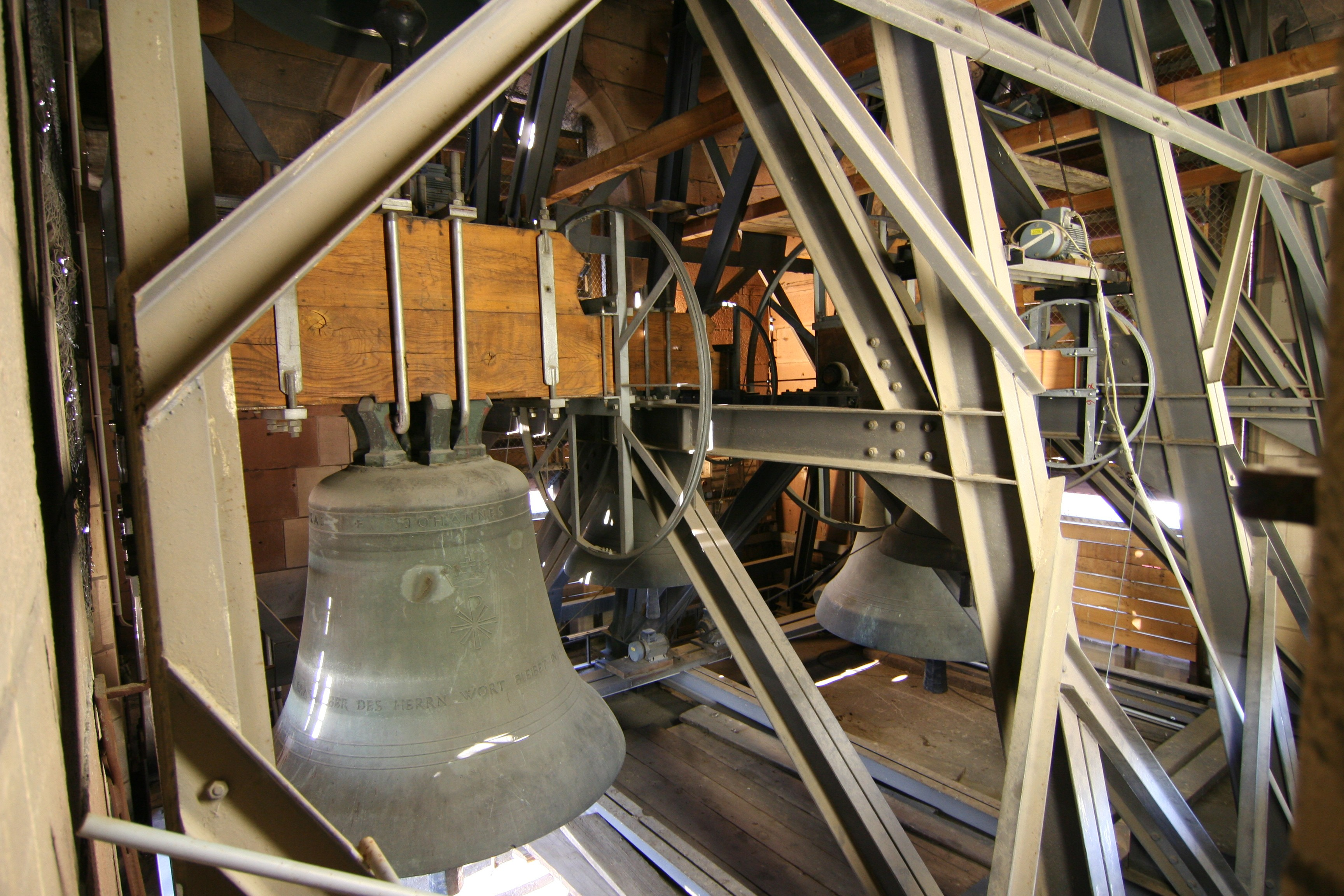
Die Glockenstube. Links im Vordergrund Dominica, im Hintergrund rechts Gloriosa

Das alte Geläut, das noch aus dem Mittelalter stammte, hatte über Jahrhunderte hinweg alle Kriege und Zerstörungen bis zum 4. Dezember 1944 überstanden. Die Glocken mussten auch nicht, wie das anderenorts üblich war, in den Jahren 1917 bzw. 1942 für Kriegszwecke abgegeben werden. Diese historisch wertvollen Glocken waren zum Teil vom Heilbronner Gießer Daniel Eger und seinem Nachfolger Bernhart Lachaman d. Ä. gegossen worden. Beim Luftangriff auf Heilbronn am 4. Dezember 1944 brannten der West- und Nordturm aus, die Glocken stürzten herab und wurden fast alle zerstört. Nur zwei dieser Glocken – die Stundenschlag- und Landfeuerglocke sowie die Sturm- und Feuerglocke – sind heute noch erhalten. Erstere wird nur am 4. Dezember zum Gedenken an die Zerstörung der Stadt Heilbronn geläutet.

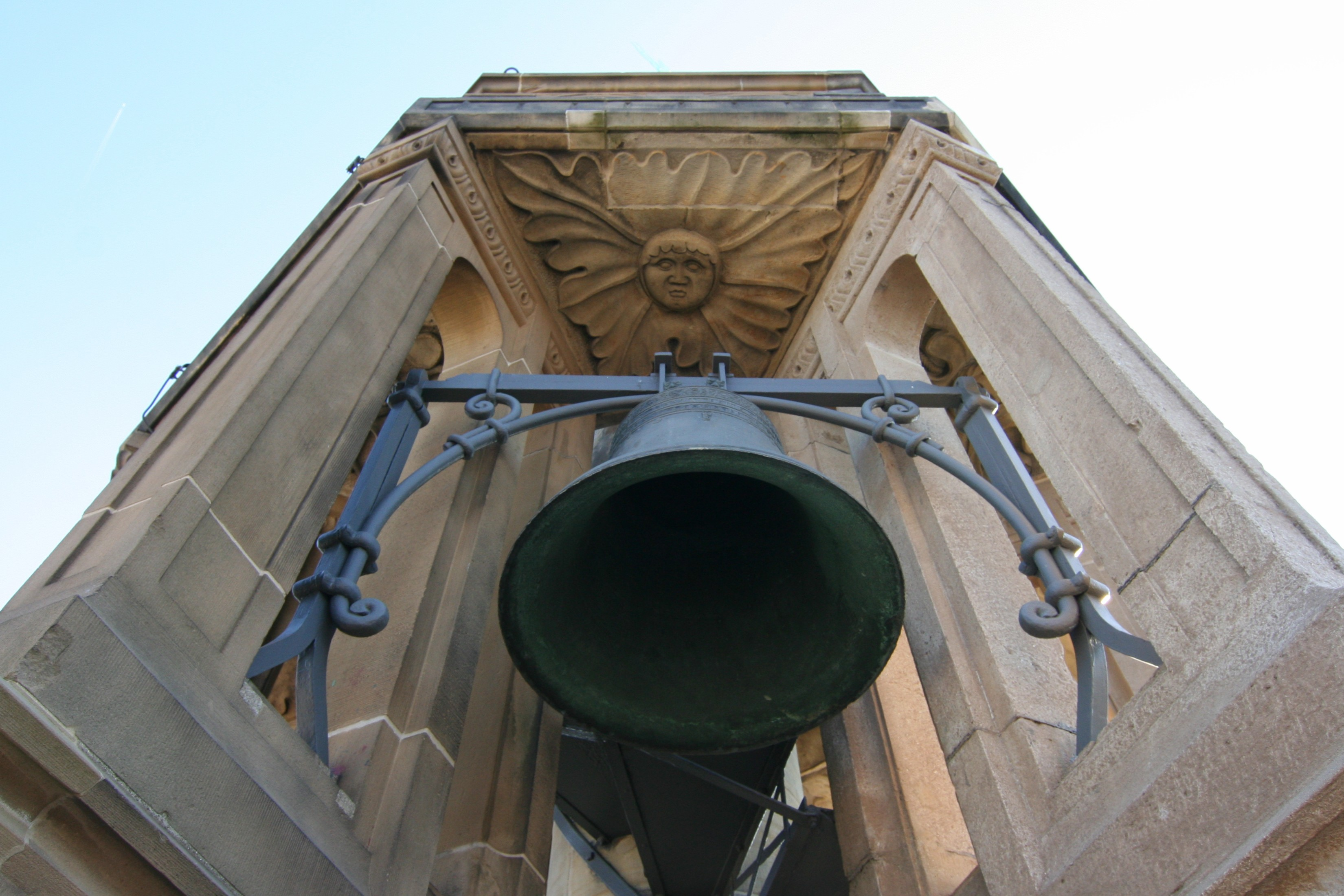
Turmhelmglocke mit Blattmaske

In den 1950er-Jahren und Anfang der 1960er-Jahre konnten erst nach und nach wieder neue Glocken gegossen werden, da der Wiederaufbau der Kilianskirche mit hohem finanziellem Aufwand verbunden war. Als erste Glocke wurde 1953 die knapp vier Tonnen schwere Dominica von der Glockengießerei A. Bachert, Heilbronn – einer Zweigfirma der bekannten Bad Friedrichshaller Glockengießerfamilie Bachert –, gegossen. Diese Glocke sollte als Gedenkglocke für die Toten des 4. Dezember 1944 dienen. Ihre Einholung wurde am 13. Oktober 1953 gefeiert.
Im Jahre 1958 wurden zwei Glocken gegossen und 1963 weitere vier, die mit dem Pfingstgottesdienst 1964 eingeweiht wurden. Für die neuen Glocken wurde die Bronze der alten, zerstörten Glocken verwendet. Mit den letzten vier Glocken war das über 14 Tonnen schwere Gesamtgeläut der Kilianskirche vollständig. Damit befinden sich in der Kilianskirche heute neun Glocken. Acht davon sind in der neun Meter hohen und etwa 50 Quadratmeter großen Glockenstube in zwei Stuhlebenen übereinander aufgehängt. Eine weitere, nicht läutbare Glocke – die Schlagglocke – befindet sich im nordöstlichen Turmhelm unter dem „Männle“.
Der Glockensachverständige der Evangelischen Landeskirche in Württemberg, Claus Huber, bezeichnete 2001 das Geläut der Kilianskirche als „eines der schönsten im Land.“
| Nr. | Name                                | Gießer, Gussjahr                   | Schlagton (HT-1/16) | Gewicht (kg) | Ø (cm) | Inschrift | Zier                                                                             | Bemerkungen |
| 1   | Gloriosa („Die Ruhmvolle“)          | Glockengießerei Bachert, 1958      | b0 −8               | 5112         | 192    | Dein Reich komme, dein Wille geschehe.                                                                                  | Jesaja-Vision (Helmut Uhrig)                                                     | Tontiefste Glocke der Stadt, gestiftet von der Kaufmanns- familie Ernst Friedrich Tscherning                                                                                |
| 2   | Dominica („Die dem Herrn Geweihte“) | Glockengießerei Bachert, 1953      | c1 −6               | 3940         | 178    | Alles Fleisch ist Gras, aber des Herrn Wort bleibet in Ewigkeit, Matthäus, Markus, Lukas, Johannes                      | Christusmonogramm und Krone                                                      | Gedächtnisglocke zur Erinnerung an den 4. Dezember 1944. Auf den Schlagton der Glocke sind alle anderen Heilbronner Nachkriegsglocken der evangelischen Kirchen abgestimmt. |
| 3   | Betglocke                           | Glockengießerei Bachert, 1958      | es1 −5              | 2108         | 143    | Wachet und betet, daß ihr nicht in Anfechtung fallet.                                                                   | Christus mit erhobenen Händen, Gethsemane-Motiv                                  | |
| 4   | Kreuzglocke                         | Glockengießerei Bachert, 1963      | f1 −6               | 1448         | 126    | Siehe das ist Gottes Lamm, welches der Welt Sünde trägt.                                                                | Kreuzigungsgruppe (Helmut Uhrig)                                                 | |
| 5   | Zeichen- und Schiedsglocke          | Glockengießerei Bachert, 1963      | g1 −6               | 1026         | 113    | Ich will singen von der Gnade des Herrn.                                                                                | Kilianskirche mit Heiligem Geist (Taube)                                         | |
| 6   | Taufglocke                          | Glockengießerei Bachert, 1963      | b1 −6               | 584          | 94     | Sieh, in die Hände habe ich Dich gezeichnet.                                                                            | Kreuz auf Weltmeer                                                               | |
| 7   | Sturm- und Feuerglocke              | 14. Jh.                            | h1 −8               | 581          | 96     | keine Inschrift |                                                                                  | Wird am 4. Dezember zum Gedenken an die Zerstörung der Stadt geläutet – gehört nicht zum Gesamtgeläut                                                                       |
| 8   | Evangelisten- und Landfeuerglocke   | Daniel Eger, 2. H. 15. Jahrhundert | es2 −2              | ca. 270      | 74,5   | s matheus + s iohannes + s lucas + s marcus                                                                             |                                                                                  | 2005 von unterhalb des „Männle“ in die Glockenstube umgehängt |
|     | Schlagglocke                        | Stefan & Johann Arnolt, 1691       | d2 +1               | 175          | 66     | Lt. Johann Davit Feierabent Burgenmeister Michael Glandorf Johann Georg Pfizer Derzeit Stewrverwalther zu Heilbrun 1691 | Schmuckelemente (Blümchen, Engel, Kreuz, im Fries Drachentiere in Blumen, Hände) | Ehemalige Tor- bzw. Hafenmarktturmglocke, ersetzte 2005 die Daniel-Eger-Glocke im Turmhelm – gehört nicht zum Gesamtgeläut                                                  |

## Heilbronner Längenmaße

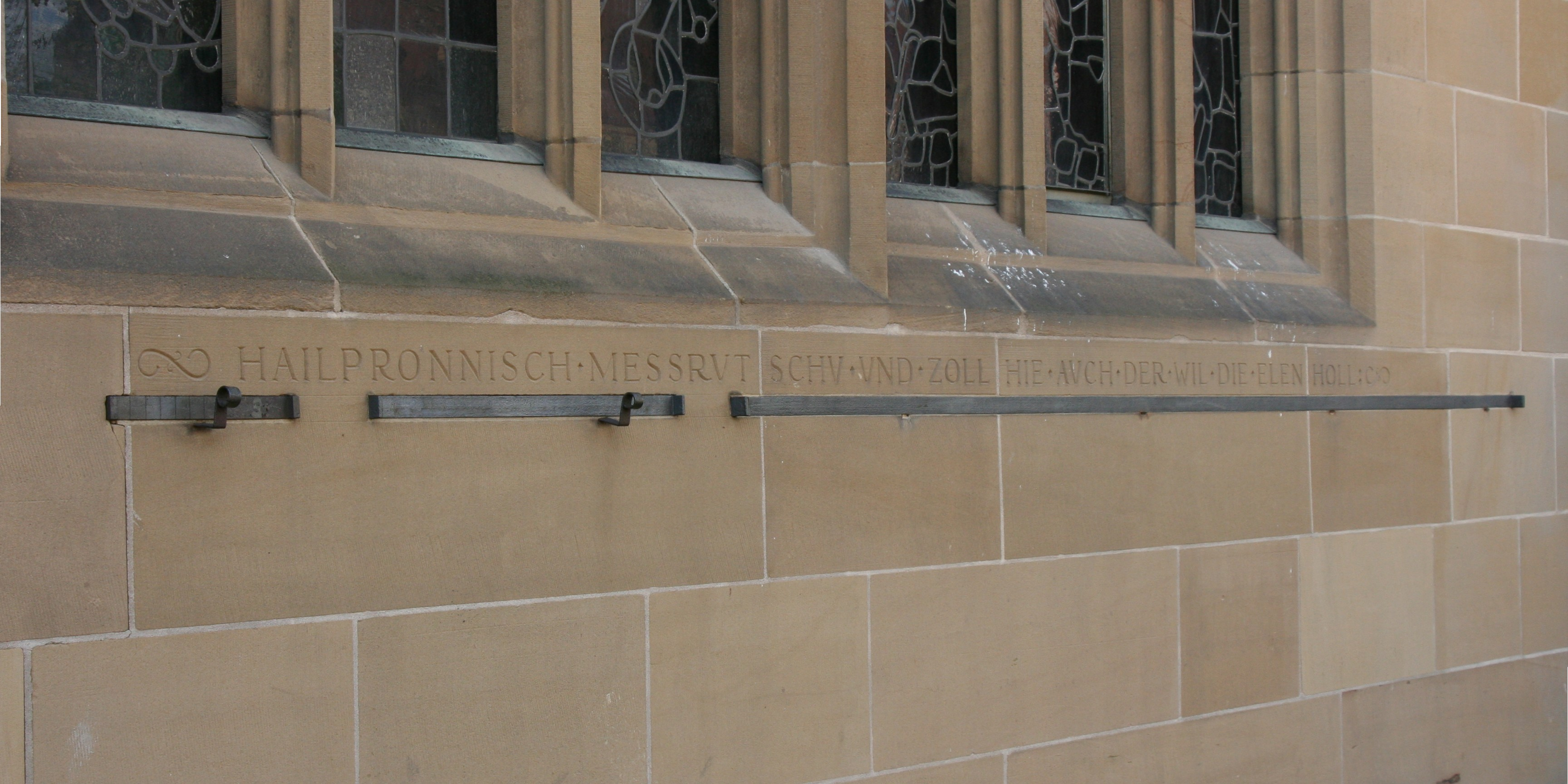
Längenmaße der Reichsstadt Heilbronn

Da die Reichsstadt Heilbronn ihre eigenen Längenmaße hatte, befindet sich am nördlichen Hauptportal direkt gegenüber dem Marktplatz das Heilbronner Kontrollmaß. Außen an der Kirche links vom Hauptportal waren diese Maße als Kontrolle für einheimische und auswärtige Händler gedacht. Sie befinden sich wahrscheinlich seit der zweiten Hälfte des 15. Jahrhunderts dort und wurden 1969 erneuert.
Im Einzelnen handelt es sich um folgende Maße:
- 1 Meß-Rute = 286,5 cm (= 10 wirtembergisch Fuß zu je 28,65 cm)
- 1 wirtembergische Elle = 61,42 cm
- 1 Schuh = 27,71 cm

## Ehemaliger Pfarrkirchhof

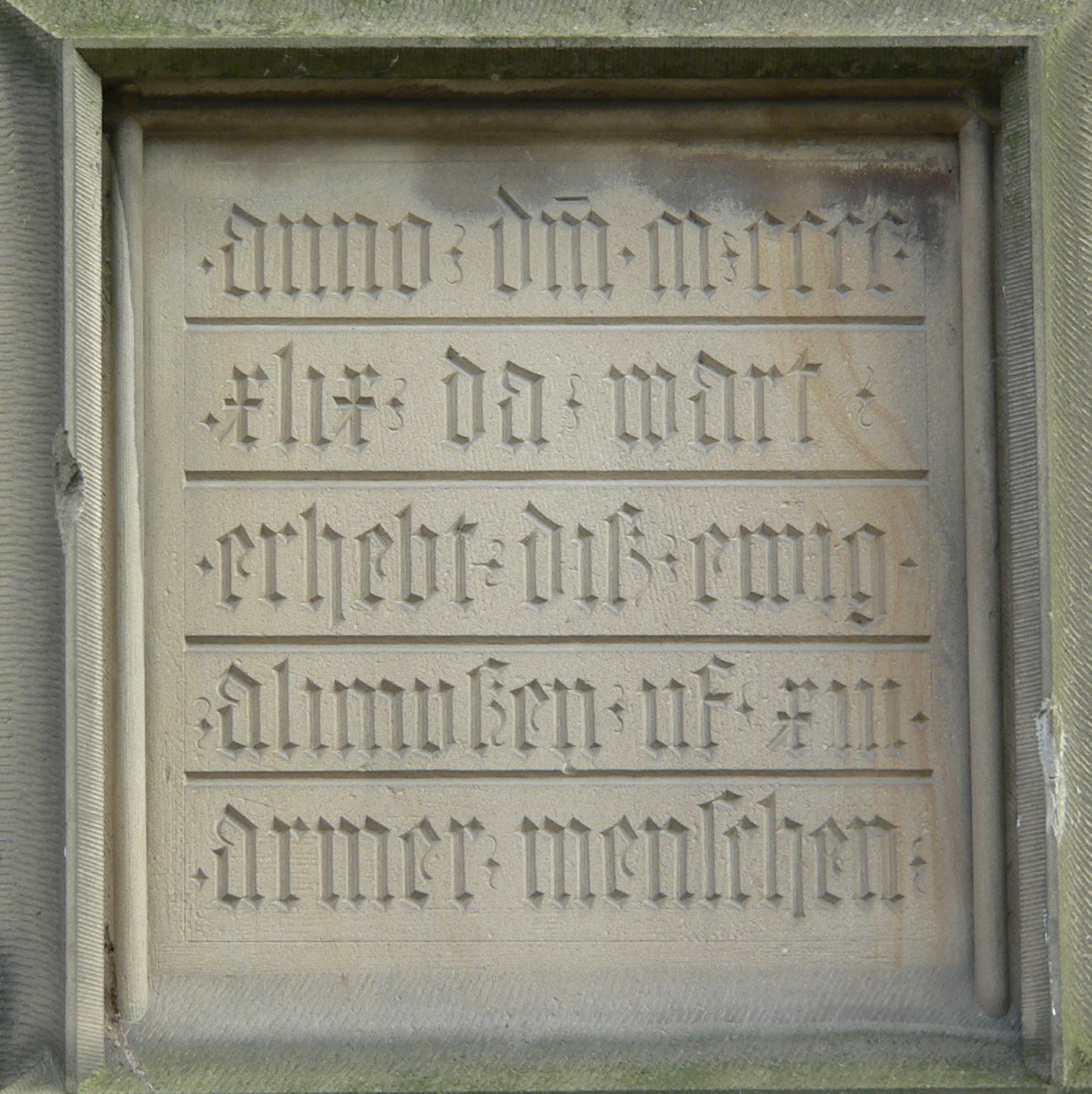
Die Almosen-Tafel (nach dem alten Vorbild wiederhergestellt) erinnert an das Almosen, das einst auf dem Kirchhof ausgegeben wurde.

Vom Kiliansplatz um die Kirche herum befand sich einst der Pfarrkirchhof, das heißt der zur Kirche gehörige Friedhof. Der Hauptteil des Friedhofs lag auf der Süd- und Ostseite der Kirche, er zog sich aber auch an deren Nordseite entlang. Geistliche und höhergestellte Personen wurden in der Kirche selbst bestattet, auf dem Kirchhof wurde das einfache Kirchenvolk begraben. Der Friedhof bestand vermutlich seit Bestehen der Kirche und wurde 1290 anlässlich der Schenkung eines Volmar Lemlin an das Kloster Maulbronn zum Unterhalt eines ewigen Lichts auf jenem Friedhof erstmals erwähnt. Auf dem Friedhof standen einst ein Beinhaus sowie zwei kleinere Kapellen.
Da der Platz in der mittelalterlichen Stadt beengt war, diente der Kirchhof außer als Begräbnisstätte auch als Versammlungsort, wo unter anderem die Ergebnisse von Weinberg- und Feldbeschau verkündet oder das Almosen verteilt wurde. In der Nähe des nördlichen Mittelportals befindet sich eine Steintafel, die auf das Almosen verweist, welches früher an 13 hilfsbedürftige Menschen ausgegeben wurde. Dieses „Almosen für die hausarmen Leute“ wurde 1449 vom Rat der Stadt gestiftet und dann an jedem Sonn- und Aposteltag ausgegeben. An der Stelle der Steintafel war früher das Almosenhäuschen, wo das Almosen bis 1830 verteilt wurde. Die Inschrift auf der Tafel besagt: „Anno Domini 1449 da wart erhebt diß ewig Alimußen uf 13 armer Menschen“. Dass der Kirchhof auch Versammlungsort war, barg mancherlei Konfliktpotential. Um 1500 verbot der Rat der Stadt das Herumstehen und Schwätzen auf dem Kirchhof an Sonn- und Feiertagen. 1507 wurde der sich auf dem Friedhof zwischen Arbeitssuchenden und Arbeitbietenden entwickelnde rege Stellenmarkt auf den benachbarten Marktplatz verwiesen.
Der Platz auf dem Kilianskirchhof war seit jeher beengt, so dass man mit Begräbnissen häufig auf die beiden anderen Kirchhöfe der Stadt ausweichen musste, auch wenn die Gräber auf dem Kirchhof nicht befestigt und bereits binnen weniger Jahre wieder neu belegt wurden. In Seuchenzeiten reichten alle drei Kirchhöfe der Stadt nicht aus, so dass Seuchenopfer oft außerhalb der Stadtmauern beerdigt wurden. Allmählich sah man in dem innerstädtischen Friedhof, zudem nahe am wichtigen Kirchbrunnen, eine Gesundheitsgefahr. Bereits 1441 versuchte der Rat der Stadt durch eine drastische Erhöhung der Begräbnisgebühren bei St. Kilian, die Nutzung des Friedhofs einzuschränken und auf die anderen Kirchhöfe umzuleiten, scheiterte aber zunächst noch am Widerstand des Kirchenherrn von St. Kilian, der ja auch von den vielen Begräbnissen profitierte. 1495 versuchte der Rat, die Begräbnisse bei St. Kilian auf honorige Persönlichkeiten zu beschränken, doch wegen der damals herrschenden Pest und des weiteren Widerstands des Kirchenherrn kam es weiterhin zu einer großen Zahl von Bestattungen um die Kirche. Erst 1530 konnte sich der Rat mit einem Verbot von Beerdigungen um die Kirche durchsetzen. Die Toten wurden künftig auf einem außerhalb der Stadtmauern gelegenen neuen Friedhof (heute: Alter Friedhof) bestattet. An den Kilianskirchhof erinnerte bis 1834 noch ein Garten an der Ostseite der Kilianskirche.
Innenbestattungen in der Kilianskirche fanden noch regelmäßig bis ins frühe 18. Jahrhundert statt. Die letzte Innenbestattung war nach einer Pause von mehreren Jahrzehnten am 31. Dezember 1781. Die Beigesetzte war Benedicta Charlotte von Schlotheim (1699–1781), die das Anrecht auf diese Bestattung vom Rat der Stadt als Ausgleich dafür erhalten hatte, dass man ihr um 1760 eine Wohnung im beim Rathaus befindlichen Syndikatsgebäude verwehrt hatte.